# 刃牙
《刃牙》是日本漫畫家板垣惠介所作的日本漫畫作品，由秋田書店出版。第1部在1991年於《週刊少年Champion》刊載，第1部有推出OVA和電視動畫。
系列作品有《刃牙》、《刃牙II》、《範馬刃牙》、《刃牙道》（刃牙道）、《刃牙道II》、《刃牙總動員》（刃牙らへん）共六部正傳作品，以及《刃牙外傳 - 疵面》（バキ外伝 疵面-スカーフェイス-）、《刃牙外傳 ~ 創面 ~ 》（バキ外伝 創面-きずづら-）、《刃牙外傳 ~ 拳刃 ~ 》（バキ外伝 拳刃）、《刃牙 ~ 豪仔 ~ 》（バキどもえ）、《刃牙外傳 遊樂園》（ゆうえんち 〜バキ外伝〜）、《刃牙外傳 烈海王對於轉生異世界一向是無所謂的》（烈海王は異世界転生しても一向にかまわんッッ）、《刃牙外傳 凱亞與西可爾斯基 ~ 有時候是野村雖為兩人的三人生活 ~ 》（バキ外伝 ガイアとシコルスキー〜ときどきノムラ 二人だけど三人暮らし〜）、《刃牙外傳 花之千春》（バキ外伝 花のチハル）共八部外傳作品。
截至2024年5月，该系列作品銷售突破1億本。

## 劇情簡介

### 第1部 刃牙（グラップラー刃牙）
地下鬥技場篇（1-8卷）
故事導入部分。東京巨蛋地下6層的極秘地下鬥技場，聚集世界各地而來的最強戰士。普通的高中生，17歲的範馬刃牙，在夜晚是君臨此地的無敗王者。描寫戰鬥包括刃牙VS鎬兄弟，刃牙VS斗羽，與愚地獨步VS範馬勇次郎。
幼年篇（9-20卷）
回頭敘述主人公的過去，13歲的幼年範馬刃牙。描寫了父親範馬勇次郎，母親珠澤江珠，與兒子範馬刃牙間可悲的糾葛與羈絆。最強打架流氓花山薰也在本部出場。
最大武道會篇（20-42卷）
地下鬥技場老闆德川光成，招集世界各地最強的32名戰士，決意找出誰是地上最強。
刃牙 外傳
描述摔角手泰山斗羽和安東尼奧豬狩在最大武道會之後，兩人相約在東京巨蛋進行私下對決的過程。

### 第2部 刃牙II（）
最凶死刑犯篇
世界各地共時性地越獄的五名最凶死刑犯，為了知道「敗北是什麼」，來到了世界最強戰士聚集著的東京，與第1部出場戰士們展開激戰。本部戰鬥為競技場外的無規則戰鬥，包含了任何武器與偷襲的使用。
中國大擂台篇
決定中國武術頂點「海皇」的武術大會為中心展開。烈海王為了救治中毒的刃牙，將他帶到了中國，刃牙，烈海王，歐利巴眾戰士與中國各地海王們都參加了大會。最終戰為立於生物頂點的範馬勇次郎與武術頂點的郭海皇之戰。
神之子激突篇
刃牙與世界拳王阿里之子的衝突。
刃牙II特別篇 SAGA［性］
詳細展現刃牙在和柳龍光及西可爾斯基對戰前，在主要作品中被略過的與女友梢江的堪比纏鬥一般硬核的床上故事，又被稱為「刃牙性愛篇」。

### 第3部 範馬刃牙（）
全美最惡監獄篇
全美最惡監獄，亞利桑那州立監獄，通稱黑色五角大廈，聚集了整個犯罪之國美國最兇惡的犯人。君臨此地的是擁有鋼鐵般肌肉與無雙怪力的罪犯，全美最強-比斯凱多.歐利巴與最強海盜集團首領-純.凱巴爾的對決。刃牙綁架美國總統布希自願進入此地，為了訓練並最終與歐利巴一戰。
原人皮可篇
一億9000萬年前白堊紀的原人，皮可，出土並奇蹟般的被復活。以暴龍為主食，立足於白堊紀生態系頂點的皮可，擁有遠超現代人類的強大肉體與野性戰鬥力。烈海王，愚地克己，刃牙，範馬勇次郎強者聚集而來，現代最強VS白堊紀最強，將決定地球一億9000萬年的史上最強者。
地上最強的親子打架篇
範馬刃牙與範馬勇次郎的最終決戰。
範馬刃牙10.5卷外傳

### 第4部 刃牙道（）
東京晴空塔底下的世界頂尖生物實驗室，進行了極密的複製人計畫-複製宮本武藏，並成功了。擁有日本史上最強之名的武藏，來到現世與刃牙，烈海王，皮可，本部以藏，勇次郎等強者展開了跨越時空的激戰。
最具代表性的名言:「我已經被砍五刀了!!」

### 第5部 刃牙道II[註 10]（）
刃牙道的續集，於「週刊少年チャンピオン」2018年第45期開始連載，以敘述相撲天才「二代野見宿禰」的四股技巧為主。二代宿禰對戰範馬勇次郎， 傑克·範馬，奧列巴和範馬刃牙決出了現代格鬥和古代相撲的高下。同時另一古代相撲祖神當麻蹴速的後代也與神心會空手道的代表愚地獨步展開了較量。

### 第6部 刃牙總動員（）
相撲篇的續集，描述傑克範馬的「咬道」力戰群雄，連載中。

### 外傳
刃牙外傳 - 疵面
花山薰與日本黑社會對抗外來傭兵集團與其首領
刃牙外傳 ~ 創面 ~
花山薰想嘗試一般的高中生活，並折服許多校園惡霸的故事
刃牙外傳 ~ 拳刃 ~
武神「愚地獨步」年輕時修行、與各地武術家對決的故事
其中有出現範馬勇次郎之父「範馬勇一郎」
刃牙 ~ 豪仔 ~
對原作角色及劇情的若干惡搞
刃牙外傳 遊樂園
刃牙外傳 烈海王對於轉生異世界一向是無所謂的
烈海王轉生到異世界的故事
刃牙外傳 凱亞與西可爾斯基 ~ 有時候是野村雖為兩人的三人生活 ~
死囚篇後西科爾斯基嘗試找凱亞復仇卻意外開始一段歡樂爆笑的日常生活
刃牙外傳 花之千春

## 登場角色

### 主要角色
範馬刃牙
聲優 - 菊池正美 / 山口勝平 / KENN / 島﨑信長
本作主角，為了打倒父親、也是地上最強生物「範馬勇次郎」的兒子，自幼開始接受成為格鬥家的訓練。
十三歲時已經是一名格鬥高手，先後挑戰準重量級拳擊手悠利．柴可夫斯基、夜叉猿、日本第一打架大師花山薰以及菁英突擊隊凱亞等人，最後挑戰範馬勇次郎並落敗。之後前往美國到處挑戰格鬥家，並在巴西一名格鬥家口中得知東京地下後樂園後回到日本，打倒德川家守衛加納秀明後開始參加地下比賽。
兩年後已經是地下競技場的冠軍，打倒末堂厚、鎬昂昇、泰山斗羽以及鎬紅葉，並在見證了愚地獨步及勇次郎的對決後，來到青木原樹海並在「長老」的樹根旁沉睡，開始了「十三歲少年刃牙篇」的回憶。
醒來後參加了德川光成所舉辦的格鬥大賽，途中與代表中國四千年拳法的烈海王對決，覺醒了「範馬血統」並殘忍的擊倒對方，並在最後與同父異母的哥哥「傑克．範馬」對決並取勝，成為大賽冠軍。
第二部接受德川光成的邀請和五名死刑犯進行無規則的對決，並和松本梢江交往，最後因死刑犯柳龍光的毒手攻擊而中毒，被烈海王帶往中國參加百年一度的海王大賽，其間遭受李海王的毒手攻擊而陰錯陽差解了毒，隨後在「外國組」對抗「中國組」的比賽中秒殺郭海皇之子郭春成，並在回日本後受到了阿里Jr.的挑戰，最終將其秒殺，被勇次郎認可並向其提出挑戰。
第三部為了向打倒了非洲巨象的父親示威而自行打倒了靠腦內想像出來的巨大螳螂，在之後前往美國綁架美國總統，並進入奧利巴所在的監獄與奧利巴對決。而後在電視上看到了皮可的相關新聞，見識到其野性而向皮可挑戰。最終與父親勇次郎進行了「史上最大的父子打架」，刃牙認為最後位於海平面較高的勇次郎是勝利者。
第四部在德川府與復活的宮本武藏進行了兩次對決，並見識到武藏對勝負的價值觀。在武藏意圖斬殺花山時阻止，並向武藏正式宣戰。
第五部對決小結炎獲勝。
範馬勇次郎
聲優 - 乃村健次 / 小山力也 / 大塚明夫 / 中嶋比呂嗣 / 堀秀行
人稱「地上最強生物」的男人，範馬刃牙和傑克的父親。喜歡飲用白蘭地時搭配硬糖，也喜歡其他食物。前期個性強悍霸決，與刃牙父子對決後開始有所緩和。
出生時就命令接生婆不准出錯、空手抓住箭毒蛙並在喝母奶時咬傷母親。年輕時在世界各地的戰場徒手和軍隊對戰，並被士兵們尊稱為「Ogre」、「惡魔」。在參加越戰時強暴了傑克的母親、加拿大女兵潔恩，並在十九歲時和刃牙的母親朱澤江珠結識，讓其生下刃牙。同年在東京和要與安東尼奧豬狩比賽的穆罕默德．阿里見面，稱對方是自己最尊敬的人。
在刃牙十三歲時與其對決，並在前往之前打倒了來挑戰的凱亞。擊敗刃牙、誤殺江珠，而後不知去向。在刃牙十五歲時回到日本，與愚地獨步決鬥並使出「鬼背」將其打敗。在最強格鬥大賽中帶來了美國總統的保鑣天內悠，並因為表現不如其意而將其重創；大鬧比賽被麻醉槍制伏，醒來後在地下停車場接受傑克的挑戰，並將其打敗。
第二部，在電視上看到了死刑犯的通緝情報，並且要求死刑犯西可爾斯基綁架梢江；之後在本部以藏和柳龍光的對決中要求柳認輸，被拒絕後將其打倒。之後前往中國參加海王大賽，打倒劉海王後，由於郭海皇改變賽制而加入了「外國組」和「中國組」對決，與郭海皇對決期間闡述自己對於勝負的思想，最後勇次郎使出鬼背，站在原地正面扛下郭海皇的所有攻擊，只受到不痛不癢的皮肉傷而已，勇次郎張開雙臂，往郭海皇的頭部拍了下去，郭海皇瞬間失去了意識，接著本要向郭海皇打出一拳的勇次郎卻震驚的中途停下了那一拳，察覺到郭海皇已失去了生命跡象，帶著憤怒、惋惜與失望離開了現場。但郭海皇並沒有死，而是使用假死的功夫躲過了勇次郎接下來要使出的攻擊。被郭海皇承認為「範馬海皇」，並相約百年後再戰。最後見證了刃牙和阿里Jr.的對決，承認刃牙並接受刃牙的挑戰。
第三部開頭便殺死了肆虐非洲的巨大非洲象，並嘲笑刃牙和幻想的螳螂對決毫無意義。在刃牙打倒奧利巴後和其比較力氣並取勝，並在之後前往軍方給皮可的住處與其比較，被逼著使出技術取勝。最後和刃牙如一般父子共進晚餐，開始了「史上最強父子打架」，最後給予刃牙「地上最強」的名號，但刃牙因為耳膜破裂而沒聽到。
第四部在德川府和宮本武藏對決，被本部以藏的亂入打斷。
第五部從醫師稿紅葉口中得知他的睪固酮濃度異於常人，因此視所有生物為雌性。完虐第二代野見宿彌，使宿彌意識到天外有天。
愚地獨步
聲優 - 麦人 / 飯塚昭三 /  菅生隆之
被尊稱為「武神」的空手道家，有著徒手殺死老虎的事蹟，是個光頭，空手道神心會的創辦人，旗下弟子超過兩百萬，遍布日本各地。
有一名妻子夏惠，兩人沒有生子。
第一部在空手道大賽上看出刃牙並不是個簡單角色，並輕鬆打暈末堂厚讓其下場。並帶領其弟子加藤清澄認識地下後樂園，並解說刃牙的對戰。在斗羽被打敗時向勇次郎挑戰，並在神心會演示實力給刃牙看。在與勇次郎的對戰中，起初擁有優勢，但在勇次郎展現出「魔鬼的背肌」後陷入劣勢，更失去右眼，最後被勇次郎承認並直擊心臟而死，隨後在醫護室被鎬紅葉救活。在最大格鬥大賽中被涉川剛氣所擊敗，但涉川亦說兩人年紀如果對調將會是他戰敗。
第二部開頭提到其已被交由愚地克巳的神心會除名，並且到不知何處修行。在德川向五名死刑犯介紹地下格鬥場的戰士時登場，離開時和死刑犯多利安在街上對決，並被細線切割而失去左腕，之後被密醫所醫治，兩週後在神心會弟子開的遊樂場和多利安決戰，並讓加藤給予其最後一擊，使得多利安認輸。回家時發現家中被逃離醫院的多利安入侵，隨後被其藏在右手腕中的炸藥直擊顏面而重傷。之後在死刑犯鐸爾使用粉塵爆炸炸毀神心會總部後向其挑釁並將其打敗並送到神心會。在神之子篇先以玩玩的心態和阿里Jr.對決並被擊敗，在阿里Jr.被涉川打倒之後和其二次對決，並告知他「地下格鬥界」的規則並將其狠狠打倒。在阿里Jr.和刃牙決鬥前和涉川預測，兩人一致同意阿里Jr.會勝出，但預測錯誤。在第二部結尾時去找刃牙喝茶，並提及兩人從未對決的事情，但刃牙邀請獨步觀賞其和假想勇次郎的對決。
第三部在皮可來到日本時看到報導，而且潛入皮可住處。在之後見識了克巳和皮可的對決，並阻止意圖將皮可麻醉的德川。隨後和勇次郎在酒吧喝酒並提到皮可復活是否是決定「最強」的契機。之後在路上用「不該存在的技術」給予意圖隨機殺人的遊民致命傷。最強父子打架時，在旁邊的人群中觀看兩人對決。
第四部在德川府中和宮本武藏挑戰，自己的演武被武藏嘲笑並要求武藏使用真刀，被武藏以太刀「壓」在臉上而沒見血落敗。
第五部對決關脇猛劍獲勝。
角色原型是著名空手道家「大山倍達」，神心會的原型則是「極真會館」。
花山薰
聲優 - 中田雅之 / 熊井統子(幼年時代)/ 江口拓也
黑道集團花山組的第十代組長。臉上爬滿傷疤、背上紋有家傳紋身「俠客立」的壯碩少年。個性木訥寡言、光明磊落。憑藉天生超人的體魄，堅持不鍛鍊不習武，依靠純粹的肉體天賦與對手正面對決，被稱為日本第一的打架高手。握力大到能撕開一整疊撲克牌；唯二的招式是如丟鉛球般使勁轟出的直拳、以及憑超強握力攻擊敵人的「握擊」。打鬥風格是讓對手先攻，打倒對手後也不會乘勝追擊，而是靜待對方起身，詢問對方的戰鬥意願再繼續對決。其強悍及豪俠之氣，連警視廳高層都對其敬重有加。角色原型活躍於日本戰後混亂時期的傳奇黑社會暴力份子花形敬。
第一部初登場，與年齡相仿的刃牙不打不相識，成為莫逆之交。在競技場篇中敗給愚地克巳。
第二部「死囚篇」中力戰斯別克，雖戰勝但臉部受到重創。
第三部「皮可篇」與皮可短暫交手，並見證皮可與刃牙的對決。
第四部為協助警方抓捕失控的武藏，在新宿街頭與武藏比拚。憑著純粹的拳頭與握力將武藏逼至絕境，但終究不敵武藏而敗北。
第五部決戰前頭筆頭鯱鉾獲勝。
在刃牙系列主要角色中擁有相當高之人氣，外傳漫畫《疵面》與《創面》的主角。
烈海王
聲優 - 安井邦彦 / 梁田清之 / 小山力也
原名烈小龍，中國拳法高手，對中國武術懷有崇高的驕傲，口頭禪是「我無所謂」。初登場時目空一切，但隨著劇情發展，與刃牙、死囚等鬥士發展出真摯的友情。品格高尚、自尊心強、外剛內柔、時而傲嬌又擅長料理，使他在讀者群中獲得高人氣，並有「列海王女子說」的戲傳。
第一部初登場，輕視除中國武術外的所有武技，向所有鬥士大放厥詞，並輕鬆打到人稱「空手道界最終兵器」的愚地克巳，足見實力超群；在與刃牙對決中數度重創刃牙，激發刃牙的範馬之血，被扭傷頸椎而敗下陣來。
第二部「死囚篇」與克巳成為好友，成為神心會的名譽師範。打倒同為海王的多利安，並在與鐸爾對決中與其產生友情；「大擂台篇」將中毒的刃牙帶到中國參加大擂台，奇蹟般地治好刃牙，並在隨後的擂台戰中打敗寂海王，是中國方唯一取得真正勝利的選手。
第三部「皮可篇」中，為了與皮可一戰而自願當「餌」, 戰敗並被吃掉右腿。事後對於自己覺悟不足苟活一事感到不齒。「最強父子打架篇」時學習拳擊，並前往美國打倒眾多好手，奪得冠軍腰帶。
第四部，從美國歸來後要求與宮本武藏真劍對決。為了戰勝武藏的刀而習得最高等級的「消力」，可惜仍不敵武藏遭斬殺，死前仍惦記著武道。是刃牙系列第一個殞命的主要角色。
第五部，死後右臂被德川光成切下保存，並移植給愚地克巳。
外傳漫畫《列海王は異世界転生しても一向にかまわんッッ》的主角。被武藏殺死的他轉生到異世界，繼續其格鬥之路。
愚地克巳
聲優 - 藤原啓治/ 前川優子(幼年時代) / 咲野俊介 / 川原慶久
愚地獨步的養子。被譽為「空手道界的最終兵器」。
第一部初登場，是個戰鬥天賦極高，卻個性輕浮傲慢的大少爺。在與花山一戰中以音速拳獲勝，但之後被烈海王輕易打倒。
第二部「死囚篇」初登場便被多利安完虐；之後打敗鐸爾，兩人產生友情。
第三部「皮可篇」被勇次郎嘲諷，意識到自身武論在武技還是精神上都太過幼稚。在烈海王與郭海皇的協助下習得將身體鞭化的「超音速拳」與皮可一戰。雖然敗北並失去右手臂，但精神大幅度提升，成為獨當一面的鬥士。
第五部，在與關脇獅子丸對戰前接上烈海王的右臂，獲得如烈海王附體般的中國武術功力。雖然能擊倒獅子丸，但為了不讓對方死亡自動棄權，成為相撲對決中唯一輸掉的鬥士。
傑克．範馬
聲優 - 坂口候一 /  三宅健太 / 玄田哲章
刃牙同父異母的兄弟。母親潔恩被勇次郎強暴懷孕，後又因任務失敗遭政府追責監禁，於監獄中產下傑克。雖與刃牙同為範馬之子，肉體卻比常人還要瘦弱，即使如此卻擁有對強大超乎常人的執念，靠施打藥物與科學改造獲得超越常人的肉體。擅長以撕咬攻擊對手，使對手嚴重失血。
第一部以惡魔般的武力技壓眾鬥士，在冠軍賽中與刃牙死鬥，以些微之差敗北。事後身受重傷，仍不惜與勇次郎宣戰，最後被勇次郎以嚙咬打倒，成為一天之內連輸兩次的男人。
第二部與西可爾斯基對決，從公廁打到電話亭，又從電話亭打到競技場，使西可爾斯基毫無招架之力。
第三部「皮可篇」與原始人皮可對決，連續敗北兩次，失去臉皮與牙齒；「父子打架篇」從電視看到刃牙與勇次郎的對決，發出忌妒的怒吼。
第四部做了增高手術，並裝上更堅固的金屬牙，向德川力求與武藏一戰，但在公園被本部以藏打倒，失去挑戰武藏的機會。
第五部於台灣修行，自創以撕咬為主的武術「咬道」，於地下競技場打敗第二代野見宿彌。
比斯吉度·奧利巴
聲優 - 屋良有作 / 大塚芳忠
勇次郎的好友，古巴出生的美國黑人。人稱「美國最強」、「關不住的男人」(Mr.Unchained)。擁有鋼鐵般的肌肉與怪力，在亞利桑那州監獄內通行無阻。與勇次郎、凱巴爾三人被美國政府視為最危險的男人而監視著。
擁有頂尖的肉體、智力與品味。性情和善調皮，雖然擁有壓倒性的實力，卻喜歡以各種花招試探對手。最愛自己的肌肉與愛人瑪麗亞。對自己的強大無比自負，不允許有人比自己更自由。
第二部初登場，為協助日本警方逮捕五名死囚來到日本，隨後在中國大擂台賽中出戰。
第三部，被前來監獄的刃牙踢館。在與刃牙對決敗北後，意識到自己因貪戀權勢而失去真正的自由，精神得到提升。
第四部，為挑戰第二代野見宿彌來到日本，卻被對方輕易打倒，肋骨盡碎。康復之後，對甫被傑克擊敗的宿彌發起挑戰，在被他稱為"復健"復仇戰中抱了一箭之仇。
人物原型為1970年代的傳奇健美冠軍塞爾吉奧·奧利瓦(Sergio Oliva)。曾留下被前妻以小口徑手槍射擊腹部,子彈卻被腹肌擋下的傳說。
本部以藏
聲優 - 小室正幸 / 寶龜克壽 / 稻葉實
被讀者揶揄為「公園最強生物」的男人。「超實戰柔術」的高手，除了柔道與拳法，也精通各種武器。凱亞的師傅。
在第一部競技場篇首戰即被淘汰，但在第二部死囚篇在公園以壓倒姿態大敗柳龍光。
第四部《刃牙道》的核心人物，亦是至今唯一擊敗宮本武藏的角色。從武藏刀下守護了範馬勇次郎等人，令讀者將第四部戲稱為《本部道》。自稱在使用武器的情況下能勝過主角刃牙、發揮300分的武力。於《刃牙道》第126話的雜誌彩頁中，被給予「你好強大！本部！」的評價，成為讀者討論的迷因。
涉川剛氣
聲優 - 中博史 / 島田敏
有著「武聖」之名的合氣道高手，身材瘦小。身體有「護身」的本能，即將遭遇強敵時會出現阻擋前進的幻覺（如緊閉的大門、湍急的漩渦等）。其技術實力被以藏評為「已屬於國寶範疇」。
在最大格鬥大賽初登場，以假眼擋下鎬昂昇的絕招「玉碎眼底」並取勝、擊倒愚地獨步，在準決賽被傑克．範馬的超人力量所擊敗。
第二部在介紹地下競技場的戰士時登場，在家中和作客的柳龍光敘舊並提及左眼被其毀掉的事情後，提出互相切磋的要求，被柳點到為止的秒殺。而後刃牙在學校和柳對決時突襲，形成二打一的場面，但被其逃走。在奧利巴來到日本捕捉死刑犯時，與奧利巴在警署中以柔道切磋，使其手腕脫臼並給予自己的黑帶。之後和阿里Jr.以玩玩的心態對決並被擊敗，在阿里Jr.被傑克打倒後再次對決，將他狠狠打倒。最後與眾人見識刃牙與其假想的勇次郎對決。
第三部時和眾人一樣潛入皮可住處，並受其野性影響而無法抑制自己的鬥爭本能，在大街上對小混混出手。在刃牙和勇次郎對決時在一旁觀看。
第四部以合氣道使在警署嘗試劍道的武藏驚訝後，被武藏的「意念斬」斬中而投降。
第五部對決大關巨鯨獲勝。
角色原型是合氣道大師「鹽田剛三」。
德川光成
聲優 - 楠見尚己 / 龍田直樹 / 納谷六朗 / 中務貴幸 / 麦人
德川家第十一代，身材嬌小的老頭。擁有世界一流的財力，在日本國內的權勢亦不容小趨，歷屆首相都對他敬畏三分。
憧憬強者。在東京巨蛋地下建立地下競技場，吸引世界各地追求強大的鬥士前來。無論是職業鬥士、地下鬥士還是死囚，他都會為其擬定量身訂做的決鬥計畫，是刃牙故事主線的推動者。
第一部，提拔刃牙並舉辦地下競技場武鬥會。
第二部，最早意識到五名死囚同時出逃的「共時性」，預料死囚會循著強者的氣味前來地下競技場，召集刃牙一行人與其下戰帖。
第三部，被範馬勇次郎看出癌症末期。即使來日無多，仍堅持動用權勢控制首相、警察與自衛隊疏散群眾，使刃牙與勇次郎能盡情「父子打架」而不波及無辜。在看完精彩的父子對決後精神振奮，癌症不藥而癒。
第四部，以基因複製技術與姐姐寒子的招魂術複活宮本武藏，引發一連串騷動。
第五部，邀請第二代野見速彌出山，在金龍山的協助下，籌畫地下鬥士與相撲選手的對決。
角色原型來自板垣出道作《May Capper》中的神榮食品株式會社社長。

### 第一部 刃牙

#### 地下競技場篇
愚地夏惠
聲優 - 水原リン / 伊倉一惠
獨步的妻子、克巳的養母。稱獨步為「我的超人」，是位溫柔體貼的賢妻良母。
第一部初登場，見證獨步與勇次郎的對決；「最強錦標賽篇」，在獨步輸給渉川後給予慰藉。
第二部愚地家遭多利安闖入破壞，行蹤不明。
第三部「皮可篇」，與即將出戰皮可的克巳擁抱。
加藤清澄
聲優 - 室園丈裕 / 田中和実 / 吉野裕行 / 勝杏里
擅長偷襲、戳眼等禁忌招式的空手道家，人稱「神心會的危險獅子」。因不甘被規則束縛而離開神心會，投身黑社會地下格鬥，靠著與刀槍實戰磨練出更強的實戰空手道。被愚地獨步邀請來到地下競技場，與刃牙對決。雖然喜歡獨來獨往，但與刃牙、末堂厚、花田純一等鬥士感情良好，同時也非常愛戴愚地獨步。
「最強錦標賽篇」打敗花田得到參賽資格，卻被突然殺出的夜叉猿二世打倒而失去參賽機會。
第二部「死囚篇」教導克巳用釣魚線製造陷阱的地下格鬥術。闖入多利安的藏身處挑戰對方卻被打敗，被塞到沙包裡作為對神心會的挑釁。在愚地獨步於遊樂園重創多利安後，重傷無意識的他靠著鬥志來到多利安面前，要給予對方最後一擊，使多利安恐懼不已而哭喊求饒。
第四部與第五部皆有少量登場，臉上多了傷疤，但身體無恙。
名稱來自作者坂垣自衛隊時代的前輩。
末堂厚
聲優 - 永野善一 / 戸谷公次 / 石井康嗣 / 乃村健次
神心會弟子，日本全接觸空手道「實戰空手道錦標賽」三連霸冠軍。身高205公分、體重130公斤，擁有臥舉270公斤、赤腳100公尺短跑不用11秒的超強體力。
性格暴躁叛逆，甚至敢頂撞愚地獨步。戰鬥時尤其狂暴，但在憤怒達到頂點時反而會變的沉著冷靜。
「地下競技場篇」第一個與刃牙對決的鬥士，被刃牙輕易擊敗。在勇次郎與愚地對決時，為了保護重傷的獨步出手對抗勇次郎，被輕易打倒。
第二部「死囚篇」，為了幫加藤清澄報仇，在雲霄飛車上對決多利安，從高處墜落重傷敗北。
第三部「皮可篇」成為神心會指導員，帶領神心會全員聲援對決皮可的愚地克巳。
外傳小說《遊樂園》提到他過去是個常遭霸凌的孩子，後在神心會前會長多久磨法丸的訓鍊下獲得成長。
據作者坂垣所說，其人設靈感來自空手道家八巻建弐 （页面存档备份，存于）。
醫師
聲優 - 永野善一
地下競技場負責醫治鬥士的醫師，擁有高超的醫術。德川光成稱他為「世界第一的醫師」。
松尾
聲優 - 小野健一
地下競技場服務員。
鎬昴昇
聲優 - 中田和宏 / 塩沢兼人 / 草尾毅 /山崎たくみ / 子安武人
人稱「斷繩鎬」的異常空手道格鬥家。身高177公分、體重81公斤。其手刀、腳刀與貫手鋒利如真刀，並擁有切斷對手視神經的密技「斷繩」。
「地下競技場篇」對戰刃牙，被刃牙發現「斷繩」在碰觸對方視神經時會瞬間停頓的弱點而遭擊敗。
「最強錦標賽篇」以改良過的「斷繩」出戰並對決親兄鎬紅葉。雖然技不如人，但憑藉強韌的精神力寧死不屈，使紅葉備受感動而自動棄賽；後對決涉川剛氣，以「玉碎眼底」擊碎對方一眼，不料該眼是假眼，反被涉川抓到破綻擊敗。
第二部「死囚篇」成為神心會的講師，技術進一步提升，並揚言「現在的自己能打敗烈海王」。出戰死囚鐸爾，被對方暗藏的炸藥機關重傷敗北。
形象靈感來自重金屬樂團X JAPAN的團長YOSHIKI。當時的作者坂垣是X JAPAN的粉絲，希望設計一個中性的美少年角色以吸引讀者。坂垣也回憶道，鎬昴昇最早的形象來自他很久以前在電視上看到的一位留著黑長髮的恐怖空手道家。
鎬紅葉
聲優 - 宮本充 /前田ゆきえ(少年時代) / 古川登志夫 / 成田剣
鎬昴昇的哥哥、日本醫學界權威，同時也是強悍的鬥士。身高184公分、體重131公斤。擁有天才的頭腦、俊美的外表與壯碩的肉體，人稱「超級醫生」、「肌肉要塞」。
初登場即殺死一隻馬戲團的老虎，並讓被勇次郎打到心臟停止的愚地獨步起死回生。外表風度翩翩、內心冷酷無情，對他人的痛苦置若罔聞。過去曾向多名弱勢病人進行非人道人體實驗，以充實自己的肉體強度與人體工學知識。在與刃牙開戰前，眾受害者請求刃牙為他們報仇，他卻無情地嘲諷受害者，認為他們是因為他的幫助才獲得存在價值。
在「地下競技場篇」與刃牙一戰。憑著對人體的知識、超常的肉體、震動體內水分的「打震」一度重創刃牙，但被刃牙的「鋼體術」破解，胃部受到重創，第一次嘗到生不如死的痛苦。受害者們在刃牙的邀請下目睹其痛苦，均感到不忍；其中一名少女甚至自願捐血救治他，使他羞愧地流下眼淚。
「最強錦標賽篇」與弟弟鎬昴昇對決，見識到弟弟的成長後自願認輸；勇次郎亂入比賽時，率領眾淘汰選手挑戰勇次郎失敗；知道傑克施打禁藥而力勸傑克棄賽，卻被對方輕易壓制。
第二部開始不再戰鬥，純粹作為醫生救治鬥士，並提出驚人的發現，如刃牙的「鬼腦」、勇次郎異常的睪固酮含量等。
外傳漫畫《疵面》中，擁有取出花山薰腦內子彈的高超醫術，並以治療痛風的名義對登倉竜士進行人體實驗。
泰山斗羽
聲優 - 島香裕 / 石塚運昇
本名斗羽正平，身高209公分、體重150公斤，日本摔角的開拓者。於摔角界征戰40年，私底下卻是個精通地下格鬥的鬥士。
在街頭大敗「格鬥天才」花田純一，並於「最強錦標賽篇」作為候補選手出戰列海王，因膝蓋承受不住自身重量而認輸敗北。
「最強錦標賽」後，原本想與勁敵豬狩進行私下對決，卻走漏風聲被大批粉絲包圍。透露自己曾有過夢想，卻因天生巨體被迫走入摔角界的遺憾，後於戰鬥中力竭而亡。他囑託豬狩主持他的葬禮，並要豬狩去法國見他的一位老友。事實上他是詐死隱退，前往法國學畫。
蓋瑞．史特萊達姆
聲優 - 中村秀利 / 廣田行生 / 坂口芳貞 / 土師孝也
美軍上校，於越戰時期結識勇次郎並成為好友，作為勇次郎對外的聯絡窗口，觀察刃牙的成長並向勇次郎報告。
擁有凌駕特種士兵的戰鬥力，精通戰場格鬥術，但對勇次郎完全構不成威脅。
第三部「皮可篇」，在皮可大敗聯合國維安部隊後趕到現場。了解皮可是一位驕傲的鬥士，因此向皮可裸裎相見，兩人心有靈犀。隨後將皮可帶往日本地下競技場。
名稱取自日本搖滾樂團キャプテンストライダム （页面存档备份，存于）(Captain Straydum)。
松本梢江
聲優 - 小島幸子 / 冬馬由美 / 南真由 / 雨宮天
松本絹代的獨身女、刃牙的同學兼戀人。原本是位和平主義者，但在了解刃牙的身世，並見證鬥士的戰鬥後，逐漸變的堅定成熟。
第二部「死囚篇」被西可爾斯基綁架，後被刃牙救出。在嘗試和刃牙行房時被勇次郎打斷。勇次郎期許她成為一名能滿足刃牙慾望的最強女人。在了解刃牙對她的愛並非是為了變強後，與刃牙再度行房。此後刃牙在精神與肉體皆得到昇華，一人完虐柳龍光與西可爾斯基。
「大擂台篇」與中毒的刃牙一同前往中國，並結識阿里Jr.。
「神之子篇」被阿里Jr.告白，並見證阿里Jr.的敗北。她擁抱阿里Jr.，並表明自己對他的感情類似母子親情而非愛情。
第三部「最強父子打架篇」再次登場，與半年沒有音訊的刃牙心有靈犀；並在父子對決時出面勸架失敗。
松本絹代
聲優 - 日野由利加 / 高木早苗 / 長沢美樹
刃牙的房東、梢江的母親。亡夫是在競技場中戰死的鬥士(外傳小說《遊樂園》主角葛城無門的義父松本大山)。在刃牙身上看到亡夫的身影，因而對刃牙照料有加。
武藏
聲優 - 藤本隆行
刃牙的愛犬，身上爬滿傷疤。與刃牙一起住在松本家。
花田純一
聲優 - 清水敏孝 / 板倉チヒロ
本部流職業摔角手，被師父本部以藏稱為「格鬥天才」。性好女色，輕浮爽朗。
原排定與刃牙對決，卻在回家途中遭巨人斗羽突襲重創，失去比賽機會。
「最強錦標賽篇」與加藤清澄爭奪參賽資格，被加藤踢碎一顆睪丸後認輸棄權。
久隅公平
聲優 - 永野善一 / 中尾みち雄
職業摔角手。在競技場戰勝龍金剛。隨後被鎬昴昇暗算，視神經被切斷。
「最強錦標賽篇」擔任豬木的幫手。因為視覺尚未恢復而戴著墨鏡。
龍金剛
聲優 - 川津泰彦
蒙古族的大相撲橫綱。與久隅公平決鬥獲勝。
從第五部金龍山與嵐川將平的對話可知他是嵐川的師兄。
外傳小說《遊樂園》中還是大關，人稱「相撲界最強者」。

#### 幼年篇
花山薰
參照主要角色。
朱澤江珠
聲優 - 日野由利加 / 林原惠
刃牙的母親、珠澤集團會長。與朱澤銳一結婚當天邂逅勇次郎，被勇次郎的野性深深吸引。丈夫被勇次郎殺死後改嫁勇次郎，並為他生下刃牙。為了獲取勇次郎青睞拼命鍛鍊刃牙，希望刃牙能成為讓勇次郎盡興的強者。起初只把刃牙當作工具，但目睹刃牙被勇次郎打到垂死時爆發母性，奮不顧身地攻擊勇次郎，被勇次郎緊緊抱住，內傷致死。死前抱著昏迷的刃牙唱起搖籃曲。
戲份集中在第一部「幼年篇」，但到第三部為止都會出現在刃牙、栗谷川與勇次郎的回憶裡，是第三部「最強父子打架篇」的核心人物，也是推動刃牙變強、勇次郎溫柔化的關鍵。
栗谷川等
聲優 - 小室正幸
江珠的部下，矮小斯文的中年男子。受江珠指示照顧刃牙，並引介各路強者與刃牙對戰。對刃牙的感情宛若生父，對只把刃牙當工具的江朱感到憤怒。
貌不驚人但武功了得。善長利用環境物件戰鬥，能以寡敵眾輕鬆撂倒一般的混混。
第三部「最強父子打架篇」再次登場與刃牙談心，了解刃牙與勇次郎決鬥是為了報答江朱，而非幫江朱報仇。
木戸
聲優 - 楠見尚己
少年課刑警，對於刃牙以寡敵眾對付百名不良少年的行為完全無法應對。
柳瀬
聲優 - 浜田賢二
木戶的部下。補縛術曾獲全國大會優勝，但在逮捕刃牙時卻被對方輕鬆反制。
北澤
聲優 - 川村拓央
刃牙上學路上的不良少年老大，統帥百名不良少年。能一腳踢飛三名混混。實力不如刃牙，但擁有洞悉對手實力的眼光。
清水治郎
聲優 - 伊井篤史
給予栗谷川花山薰情報的老俠客，稱花山是「空手最強的黑道」。
名字源於清水次郎長
花山的母親
聲優 - 堀越真己
藤木集團花山組前組長夫人，30歲罹癌臥榻5年，以致形容蒼老。與花山薰母子情深。在花山與刃牙對決後不久去世。
木崎
聲優 - 山野井仁
藤木集團花山組的若頭，梳大背頭的中年男子，擁有大學學歷。從花山幼年時便隨侍在側，對花山非常忠誠。雖然實力平平，但為了保護花山，曾不惜以卵擊石攻擊勇次郎、皮可等強者。
尤里·查科夫斯基
聲優 - 高塚正也
世界輕沉量級拳擊冠軍，蒙古族俄羅斯人，有滿族血統。與年幼的妹妹妮娜(聲優 - 浅井清己)相依為命。其實力被評為不輸重量級選手。被刃牙一拳擊倒而輸得心服口服。事後加重到81公斤，試圖挑戰重量級，卻被花山的「握擊」握斷手臂，斷送選手之路。見證勇次郎與幼年刃牙的決鬥。
安藤玲一
聲優 -  北川勝博 / 大友龍三郎
隱居於飛驒山中小屋的山林巡守員，身高超過2公尺的巨漢，刃牙幼年時35歲，與刃牙感情親密。
協助刃牙尋找夜叉猿時被夜叉猿攻擊受到重傷，使刃牙決心變得更強以為他復仇。
「最強錦標賽篇」運送夜叉猿2世來到地下競技場。
第二部「大擂台篇」以自然療法醫治中毒的刃牙，可惜為時已晚，因此將刃牙託付給烈。
夜叉猿
聲優 -  柳沢栄治
飛驒山的巨猿。150多歲，力量驚人、智力超群。相傳過去常捕食人類，實力足以使年輕的勇次郎滿意。
將安藤打致瀕死，而被復仇心切的刃牙打敗。事後與刃牙惺惺相惜，帶著刃牙前往他祭奠親友屍骨的墓塚，刃牙才知道他的配偶已遭勇次郎殺死，對於自己只為變強而傷害無戰鬥意願的生靈一事感到愧疚。
在與刃牙結為好友不久被勇次郎殺害，並在刃牙面前捏碎其首級，使刃牙悲憤交加。
朱沢鋭一
聲優 -  真殿光昭
江珠的未婚夫，原朱澤集團會長。因江朱在婚宴上對勇次郎一見傾心而心生嫉妒，後被勇次郎殺死。
Sir
聲優 -  塚田正昭
人稱「士兵中的士兵」，史特羅海姆與勇次郎的老友，曾在剛果內戰中遭凱雅重傷。在勇次郎與幼年刃牙對決時負責控制橫田飛行場的直升機升降。
凱亞/野村
聲優 -  遊佐浩二 / 村瀨步
陸上自衛隊第1空降團五人菁英小組的隊長（動畫版改為傭兵團）。人稱「愛的戰士」、「戰爭先生」。精通戰場格鬥術、環境利用戰法、各種兵器及震碎敵人鼓膜的怒吼。以敏銳的危機洞察能力預測敵人的動作，並自由操控腎上腺素激發超人體能。被Sir評價為實力與勇次郎不相上下。是刃牙系列中少數殺過人的鬥士。
身形矮小與幼年刃牙相仿，因過去在烏干達內戰差點喪命的恐懼經驗使他頭頂全禿，但經歷此事同時讓他覺醒了感知敵方意圖和動向的能力。擁有雙重人格:平時以膽怯弱小的軍醫「野村」示人，在遇到危險時會激發強大殘忍的「凱亞」人格（但該設定在第一部後就未再出現）。目前由「凱亞」作為主人格，「野村」則會在「凱亞」休息放風時現身。
在北海道與陸上自衛隊北部方面隊軍演時對上前來挑戰的幼年刃牙，以野村的身分被輕易制服，但隨之以凱亞的人格暴起，以強大的實力與心理戰術將刃牙逼至瀕死；但也因此激發刃牙的範馬之血，遭勒頸窒息而敗北。戰後與刃牙交心成為好友。隨後在幼年刃牙與勇次郎對決前遭勇次郎打敗，以作為對刃牙的下馬威。
第二部「死囚篇」接替杰克，在地下競技場對決西可爾斯基並輕鬆獲勝。
第四部追加本部以藏徒弟的設定，在演武時被本部輕鬆制服；隨後試探武藏的實力，懾服於武藏的強大不戰而敗；之後在地下競技場見證本部與武藏的對決。
外傳漫畫《凱亞》主角，在激烈的伊拉克戰場上保全所有自衛隊員的性命，被美國總統直接要求擔任保鑣。在記者會上以恐怖的殺人密技「通道」殺死冒充他身分的騙徒。外傳漫畫《凱亞與西科爾斯基~有時候是野村雖爲二人的三人生活》顯示其目前在日本公寓「花澤莊」102號房租屋過著簡樸的生活，時而透過打工兼差賺取收入，對於生活品質並不講求奢華時尚。有時候會讓兩個人格交互放假休息，有著喜歡小孩和小動物、擅長料理家務和格鬥電玩遊戲、經常照顧房東太太與附近居民的一面，弱點是怕癢無法進行按摩。
雙胞胎、使刀高手、倉石
陸上自衛隊第1空降團五人菁英小組成員，凱亞（野村）的隊員，擅用環境優勢和戰場格鬥術，習慣在和同伴放鬆享樂期間唱歌。在本傳幼年篇與刃牙交戰，但均敗於刃牙。凱亞（野村）敗給刃牙後，跟著凱亞（野村）一起招呼刃牙用餐，化敵為友。
外傳《凱亞与西可爾斯基 ~有时候是野村 虽为二人的三人生活~》再度登場。在凱亞（野村）、西可爾斯基、卡蘭、房東太太待在河灘舉辦烤肉派對期間，不滿凱亞等人佔用到預定的烤肉地區，經由野村提議以踢罐子競賽決定使用權。賽局期間和凱亞等人平分秋色，但在最後關頭找出野村時被房東太太出奇不意踢走罐子敗北。事後與凱亞等人加深情誼，獲得房東太太點醒拼命尋找不存在事物的盲點，與凱亞等人共同享用料理度過快樂時光。
真田
聲優 -  松本大
凱雅的部下。使刀好手，武器是一把能彈射的機關短刀。原作沒有公布姓名，僅在動畫版提及姓氏。
倉石
聲優 -  大川透
凱雅的部下。身形巨大，擅長投擲技。
千葉兄弟
聲優 -  西村朋紘（兄）、並木伸一（弟）
凱雅的部下。擅長雙人一組的合作戰法，兵器達人。僅在動畫版提及姓氏。
金本
聲優 -  大川透
勇次郎的好友，弓箭達人。使用特製的強力鐵弓，需要200公斤的拉力才能張開。
黑川
聲優 -  柳沢栄治
拓真館居合道大師，在挑戰勇次郎前對決幼年刃牙敗北。大方承認刃牙的實力在自己之上。勇次郎殺死江珠後要求勇次郎向警方自首，被悲憤失去理智的勇次郎打倒。
狄克遜
聲優 -  北川勝博
巴西柔術達人，700戰不敗紀錄，被認為是格鬥界最強者，卻在地下競技場慘敗重傷。向刃牙透露地下競技場的存在。
原型來自巴西柔術達人Rickson Gracie （页面存档备份，存于）。。
猪狩完至
聲優 -  大川透 / 梁田清之
與泰山斗羽並列的職業摔跤巨頭，前地下競技場鬥士。身高191公分、體重105公斤。藝名「安東尼奧·豬狩」，座右銘為「燃燒的鬥魂」。毫不掩飾自己的求勝慾，為了獲勝不擇手段，假動作、感情戲到詐降，各種卑鄙手段樣樣來，但這一切都來自他對摔角的自豪與對粉絲的感謝。其信念是接下對手所有攻擊，以此給予觀眾最精采的表演。
「最強錦標賽篇」以真名參賽，打敗金龍山，並與金龍山約定會打敗刃牙獲得冠軍。比賽過程中，他對刃牙演感情戲、詐降偷襲、派愛人打扮成江珠，最終仍敗給刃牙，粉絲、勝利與愛人皆被奪走，卻因此獲得多年未有的暢快，在賽後由衷地感謝刃牙。
最強錦標賽結束後，本想與勁敵斗羽私下對決，卻不慎走漏風聲被大批粉絲包圍。戰鬥以斗羽力竭死亡告終。對斗羽詐死一事心知肚明，前往法國與追逐畫家夢的斗羽重逢。
第二部「死囚篇」二度被西可爾斯基完虐，羞辱敗北，臉上留下巨大傷疤。此後他與杰克串通，將西可爾斯基打倒並送至地下競技場；「神之子篇」中，他回憶起30年前與拳王阿里的經典一役，並預言阿里Jr.將打敗刃牙，結果預言失敗。
原型來自日本傳奇摔角手安東尼奧·豬木。
加納秀明
聲優 -  小野健一
德川家警衛隊長，擅長模仿對手動作以防禦攻擊。考驗刃牙是否有進入地下競技場的資格，被刃牙輕鬆打倒。據德川光成所說，其實力是地下競技場鬥士中最低的。
在第二、四、五部均有短暫出場，但並不參與戰鬥。第四部曾徒手抓住高速飛翔的虎頭蜂。

#### 最強錦標賽篇

##### A組
猪狩完至
參照幼年篇。
本部以藏
參照主要角色。
安地斯·里昂/阿特米斯．里昂(TV動畫版)
聲優 -  橋本真也
職業摔角手。身高240公分、體重310公斤，刃牙本傳中體格最大的角色(不包含外傳)。從小就因體型龐大而被教導不能動真格，心中抑鬱已久。
初登場時瞧不起其他鬥士。第一局便與刃牙對戰，對嬌小卻強大的刃牙感到吃驚。第一次使盡全力應戰，仍被對方一招放倒。慘敗的他卻因夙願以償而露出心滿意足的笑容。
出面遏止塔克塔羅夫與烈海王的爭執，被對方折斷手腕。
配音員橋本真也是動畫的特別客串。
茲魯
聲優 -  川村拓央
來自巴西的黑奴末裔(動畫版設定改為非洲部落戰士)，人稱「清道夫」。強悍的身體、旺盛的繁殖力、野蠻的戰鬥本能，使他比起人類更似猛獸。在叢林徒手狩獵野獸以養育妻小數十人。德川光成稱他「殺死的猛獸比orge(勇次郎)還多」。
第一局輕鬆戰勝士多巴卡。第二局對戰刃牙，因不懂比賽規則而在賽鈴敲響前擊昏尚未準備好的刃牙。雖然茲魯違反規則，但德川與刃牙本人都認為沒有隨時應戰覺悟的刃牙理當認敗。但茲魯狩獵本能未歇，仍持續朝刃牙進攻，因此被視為判決無效；第二回合茲魯被刃牙踢碎睪丸打倒；一勝一敗下，兩人心有靈犀地進行第三回勝負，最終刃牙以點到為止的戳眼與踢下體，使他認輸投降。
巨象．士多巴卡
聲優 -
泰拳高手。第一局對上茲魯，被對方的瘋狂連打擊敗。
羅伯．羅賓森
聲優 -  松本大 / 船木まひと
日式泰拳世界冠軍，身高192公分，體重101公斤。平時隨和開朗，戰鬥時則充滿殺意。
第一局對上豬狩敗北。後在紅葉的帶領下對決亂入比賽的勇次郎，僅0.6秒就被對方打倒，大腿骨開放性骨折。
第二部「死囚篇」被鐸爾偷襲，慘遭割喉，生死不明。
金龍山
聲優 -  川村拓央
大相撲橫綱，身高191.5公分、體重160公斤。秉持「相撲即格鬥」的信仰出賽地下競技場最強錦標賽，第一局以一根小指的力量打倒本部以藏；第二局對戰豬狩，原有勝算戰勝對方，卻在最後關頭使用庇護手導致肩膀脫臼，並被藤卷教練喊停而敗北。事後在不服結果的豬狩質問下，吐露作為一位力士，被對方擒抱雙肩壓迫頸部是大忌。認為自己在相撲上輸了，無資格繼續做橫綱，因此扯下自己的髮髻，誓言重頭練起。
勇次郎亂入比賽時，他在紅葉的帶領下對決勇次郎，脊椎被勇次郎折斷敗北。
第五部退出現役改作相撲教練，但在見識第二代野見宿彌的力量後決定退出相撲協會。認為相撲協會閉門造車、腐敗不堪，因而與德川光成合作，以「鬥士對力士」的比賽向相撲協會提出挑戰。
退役後身材明顯變瘦，且開始喝酒抽雪茄。

##### B組
烈海王
參照主要角色。
加藤清澄
參照地下競技場篇。
花山薰
參照幼年篇。
愚地克巳
參照主要角色。
謝爾．德克羅夫
聲優 -
俄羅斯鐵人三項冠軍，身高187公分、體重115公斤。在休息室與列海王起衝突，並扭斷前來勸架的里昂的手臂。第一局對決烈海王，被對方的「轉蓮華」扭斷頸椎敗北。
拉貝．傑蘭/羅伯特．傑蘭(TV動畫版)
聲優 -
三階級至霸的職業拳擊手，人稱「巴拿馬鐵拳」。正式比賽有70勝，加上非正式戰鬥則有2000勝。本要與加藤對決，但在賽前被夜叉猿二世擊敗。
稲城文之信
聲優 - 川村拓央
日本拳法達人，認為保護弱小者、挑戰暴力者即為「武道」。作為「武」的代表，與打架素人花山薰對決。被對方的拳頭打斷一腿、雙手與脊椎，仍試圖向對方手腕施展關節技，但因傷重失去意識敗北。其師傅為了維護「武」的尊嚴，欲挑戰花山，卻被花山的「俠」之覺悟震懾，對於花山沒有習武感到婉惜。
羅蘭．伊斯坦/羅蘭．葛斯塔夫(TV動畫版)
聲優 - 柳沢栄治/渡辺明乃(少年時代)
曾與愚地獨步對戰過的比爾·萊利（Bill Riley）的親傳弟子，身高 189 公分、體重 112 公斤，人稱「關節技高手」。從小就有嚴重的解體癖，看到甚麼都想拆解。20歲時關節技已爐火純青，不滿足於與人對打，而前往非洲研究對獅子用關節技。
第一局對決愚地克巳，成功使對方脫臼，但被打碎右眼敗北。勇次郎亂入時，在紅葉帶領下出戰勇次郎，遭對方壓斷頸椎擊敗。
原型來自德裔美籍摔角手Karl Gotch （页面存档备份，存于）；名字來自 Gotch 的真名 Karl Istas。 

##### C組
傑克．範馬
參照主要角色。
李猛虎
聲優 - 永野善一
韓國海軍陸戰隊中士，跆拳道高手。身高 181 公分，體重 84 公斤。首輪與泰森交手，利用拳擊攻擊範圍的盲點連攻對方腿部；但泰森利用圍牆消除盲點，將其一拳KO。
勇次郎亂入比賽時，在紅葉的帶領下對決勇次郎，被瞬間打倒。
拳王泰森(鋼鐵麥克)/馬克雷戈(TV動畫版)
聲優 - 小形満 / 間宮康弘
拳擊重量級世界冠軍，身高 182 厘米，體重 100 公斤。在檯面上名利雙收，卻為證明「拳擊是世界第一的格鬥技」，無視教練山姆的阻止而參加最強錦標賽。第一局對決李猛虎獲勝，但腿部受到不小的傷害；第二局對決柴千春，脫下拳擊手套，以「布魯克林街頭戰將」的身分與柴千春進行男子漢的鬥毆。在雙拳被柴千春捨身粉碎的情況下，被擔憂其職業生涯的山姆強制喊停而敗北。
勇次郎亂入比賽時，在紅葉的帶領下對決勇次郎，被對方以拳擊打倒。
第三部在亞歷桑納監獄服刑，是刃牙的同房獄友。以模範囚犯的身分假釋準備重返拳擊界，卻被拳擊界算計，派出打手唇齒舌三人組欲將其打殘，幸而在凱巴爾的幫助下得救。在刃牙挑戰奧利巴時，勸阻刃牙不能與其正面對歐。
原型來自美國職業拳擊手麥克·泰森。
柴千春
聲優 - 西村朋紘 / 鈴木達央
暴走族「機動爆弾巌駄無」二代目特攻隊長，留著飛機頭、背上刺有三頭龍紋身，身高 185 公分、體重 72 公斤。沒有武術經驗的街頭混混，氣魄卻異於常人。擅長以損敵五百自損一千的自殘打法，讓對手不寒而慄。他視花山薰為楷模，認為「為了變強而鍛鍊」是懦夫的行為。
第一局對決畑中公平，被對方折斷手臂。但他毫無懼色，反而以斷臂撞擊圍牆使之更加殘破不堪，隨後將對方打倒；第二局抱傷對決泰森，在使用自殘、繃帶綁腳等手段後，與化身「布魯克林街頭戰將」的泰森進行男子漢的互毆，因山姆的喊停而獲勝；第三局準備對決傑克．範馬，但因傷勢過重而被醫生禁賽，其位置由卡蘭頂替。不服氣的千春對決卡蘭，遭對方輕易打倒。
第二部「死囚篇」，制止兩名正準備持刀互傷的混混，要雙方放下刀械，像男子漢一樣以鬥毆論勝負。
第三部「最強父子打架篇」，奉花山的要求對決刃牙，被對方連續擊倒仍鬥志不減。為了使他徹底認輸，刃牙宣告要以「千春風格」的自殘式打法，以自己的眼球廢掉對方的手指，隨後以「蟑螂衝刺」成功撞斷千春手指，使千春輸得心服口服。
在外傳《疵面》中率領暴走族支援花山薰。
畑中公平
聲優 - 平川大輔
柔道高手，身高 174 公分、體重 89 公斤。 第一局對決柴千春，折斷對方手臂，卻被對方的自殘式打法震懾，因精神力輸給對方而敗北。
勇次郎亂入比賽時，在紅葉的帶領下對決勇次郎，被對方以柔道技術打敗。
三崎健吾
聲優 - 山野井仁
出身少林寺的護身術高手，不惜破門參加最強錦標賽。第一局對決麥可．古因漂亮獲勝；第二局對決傑克．範馬，遭對方咬傷後遭一拳擊倒。
麥可．古因
聲優 - 川村拓央
綽號「紐約鋼鐵俠」的美式摔跤手。身高 192 公分，體重 131 公斤。第一局對決三崎健吾，被折斷手臂而敗北。
原型來自美國職業摔角手詹姆士·布萊恩·赫爾維格。
聖保羅．席爾巴
聲優 - 川村拓央
巴西柔術高手，曾獲巴西柔術錦標賽無差別組冠軍三連霸，被評為巴西柔術最強。身高 179 公分、體重 91 公斤。第一局對上傑克．範馬，他試圖投摔卻完全無法動搖對方，隨後遭傑克一擊打倒。

##### D組
愚地獨步
參照主要角色。
涉川剛氣
參照主要角色。
鎬紅葉
參照地下競技場篇。
鎬昂昇
參照地下競技場篇。
泰山斗羽
參照地下競技場篇。
亞戈．沙哈瑪
聲優 -
泰拳高手。勇次郎為了安插天內悠，而將其壓斷脊椎打倒，失去出賽機會。
山本稔
聲優 - 松本吉朗
擅長格鬥的摔角手，身高184公分、體重102公斤。第一局對上天內悠，被對方的空中戰法打得毫無還手之力而敗北。
理查．費斯
聲優 - 中田雅之
芝加哥夜總會保鑣，打架經驗不下2000次。總是正面接下對手攻擊，擁有被三名壯漢同時以木棒毆打仍毫髮無傷的強壯肉體，人稱「地球最強硬漢」。第一局對決愚地獨步，身穿晚禮服入場，與同樣身穿禮服的獨步進行西部劇般的回合制鬥毆，最終被賴皮的獨步以空手道技術擊敗，雖敗猶榮。
勇次郎亂入比賽時，在紅葉的帶領下對決勇次郎，拳頭與睪丸被毀敗北。
羅強．哈倫
聲優 - 小形満
美國奧林匹克運動員。 身高 195 公分，體重 139 公斤。第一局面對渉川，對雙方懸殊的體格與年齡差異略有微詞，不料被對方以高超的合氣道技術輕鬆擊倒。
對空降取代柴千春的卡蘭敬畏有佳。勇次郎亂入比賽時，在紅葉的帶領下對決勇次郎，被一拳擊倒。

##### 候補選手、其他
修道士．薩皮爾
聲優 -
候補選手，卡波耶拉達人。在休息室被夜叉猿二世打倒。
栗木拓次
聲優 -
候補選手，傳統空手道達人。在休息室被夜叉猿二世攻擊重傷，精神錯亂地攻擊泰山斗羽後逃亡。
夜叉猿二世
聲優 - 柳沢栄治
夜叉猿的兒子。為報父母之仇來到地下競技場，輕而易舉地打倒眾候補選手，並對加藤的攻擊置若罔聞。正準備攻擊刃牙時被愚地克巳擒獲並輕而易舉地擊倒。隨後刃牙在醫護室向它發誓，一定會奪得冠軍並打敗勇次郎，使昏迷中的牠留下淚水。刃牙贏得冠軍後，與眾選手一起向他祝賀。
第二部「大擂台篇」，隱居於深山，與前往尋找安藤的刃牙再會。
天内悠
聲優 - 高塚正也
美國總統保鑣，身高188公分、體重89公斤。長相英俊、身材高挑，個性溫文有禮又悲天憫人。認為格鬥最重要的是「愛」，擁有高超的跳躍力與滯空能力。被勇次郎看重而推薦其參加最強錦標賽。
反對勇次郎殘忍嗜血的戰鬥風格，看到勇次郎為了安插他參賽而打殘亞戈．沙哈瑪的行為感到憤怒，賞了勇次郎一巴掌。為證明自己的實力，輕鬆地將休息室的地板踏出一個大坑。
第一局以驚人的空中戰法無傷戰勝山本；第二局對決獨步，在兩敗俱傷的情況下不忍再向獨步出手，要求獨步與觀眾承認自己的勝利。過於天真的言行使勇次郎憤怒難耐，闖入場中以手刀劈開其肩胛，並將已重傷昏迷的他狠狠摔出，扯掉他的一大塊頭皮。在原作中從此下落不明(TV動畫版第一季最後，有跟里昂、泰森一起搭機返美的畫面)。
作者坂垣在一次採訪中指出天內悠已死亡或再起不能，不會再出場。
亞歷山大．卡蘭/安東雷亞諾夫．卡蘭杜(TV動畫版)
聲優 - 柳沢栄治
身高200公分、體重169公斤，人稱「俄羅斯最強」，被德川光成推薦為候補選手。心懷強烈愛國心，為表自己對祖國的忠誠，平時以手銬銬住雙手。曾以一己之力，用兩年時間，在西伯利亞永凍層開發出一個2000台大卡車容量的大坑。
雖從未接受正規摔角訓練，卻憑藉肉體潛力成為摔角界的王者；巨大的身體卻擁有極強的柔軟性與跳躍力。初登場便輕鬆打倒柴千春與花山薰。隨後對決傑克．範馬，以強健的體魄壓制對方，但隨著傑克禁藥效果發作而轉向劣勢，被咬掉兩根手指，最後心臟受創敗北。
第二部「死囚篇」遭西可爾斯基重傷住院休養。雖無生命危險，但留下不小的精神創傷。在外傳《凱亞與西科爾斯基~有時候是野村雖爲二人的三人生活》為了向西可爾斯基復仇，和凱亞、西可爾斯基相會，借住在凱亞（野村）居住的公寓土地並挖地自建地下住房，經由凱亞和房東太太引導融入居民生活。
原型來自俄羅斯希羅式角力亞歷山大·卡列林。
大蛇
聲優 -
身長超過25公尺的森蚺。被用來測試卡蘭的強度，遭暴頭擊敗。比賽結束時，與祝賀刃牙的眾選手一起出現在走道上(只出現尾巴)。
御輿芝喜平
聲優 - 北村弘一 / 松山鷹志
出現在涉川回憶裡的護身流合氣道始祖、涉川的師傅。教導涉川何謂「完全體護身術」。
即使年老，但只憑架式與氣魄便讓眾徒弟不戰而降。接受年少輕狂的涉川(39歲)挑戰，實力不敵而拔刀砍傷對方，間接承認了涉川的實力。
原型來自植芝盛平
潔恩
聲優 - 日野由利加
越戰時期與勇次郎邂逅並一同行動的年輕女傭兵，對美國仗勢欺人的侵略行為感到反感。其真身為聯合國特務黛安．尼爾，為監視勇次郎而來。被勇次郎識破後遭強暴，並因任務失敗入監服刑，於獄中生下傑克．範馬。
傑克遭勇次郎擊敗送醫時出現在他身邊；TV動畫版加入在病房中看護昏迷的傑克，並對其露出慈愛笑容的片段。雖然本作沒有多加著墨，但從她含淚親吻新生兒傑克、以及傑克的內心獨白來看，兩人的關係顯然是緊密的。
喬博士
聲優 - 樫井笙人
瘋狂科學家。在目睹赤手屠殺北極熊的勇次郎後，開始研究強化人體的藥物，希望造出第二個勇次郎。當研究陷入瓶頸時，他發掘弱小卻渴望變強的傑克。兩人一拍即合，傑克在服用藥物後獲得超人肉體，實驗大獲成功。起初他為兩人夢想實現而喜悅，但傑克的走火入魔逐漸使他恐懼，最終因承受不了罪惡感而舉槍自殺。

### 第二部 刃牙2

#### 最兇死囚篇
斯別克
聲優 - 伊丸岡篤（2016年OAD版） / 茶風林（TV動畫第2作版）
美國人，高大的光頭黑人男性，全身刺有紋身。高齡97，但外表有如知命之年。瘋狂殘忍，視人命為草芥。特技是憑藉超強心肺能力的無呼吸連打，曾赤手破壞自由女神像。與花山薰類似，依靠單純的強大肉體而非武技，其嗜血的個性讓刃牙聯想到勇次郎。五名死囚中體型最大者。
從水深200m的潛艇監獄逃出，以無呼吸運動上岸後來到東京尋找強者。期間殺死不少刑警與無辜市民，並以監獄為家。在刃牙與梢江約會時發動襲擊，但被花山攔截。以無呼吸連打和暗藏的火藥重創花山面部，但被花山強大的直拳打倒並送往警局。在花山搭車準備離去時復活，殺光在場員警後再次與花山對決，將花山逼入絕境；最後遭花山的握擊徹底打倒，被送往醫院研究監視。
一嘗敗北訴願後，身體急速老化。後日談「東京復仇篇」中，雖然仍處於昏迷，身體肌肉卻宛如在高稠度液體中游蝶式般運動著。
多利安/怒李庵海王
聲優 - 石塚運昇（2016年OAD版） / 銀河万丈（TV動畫第2作版）
美國人，外表慈藹、實則老奸巨猾的壯碩老年白人男性。真實身分是唯一一位美國海王「怒李庵海王」。擅長拳擊、中國拳法、戰場格鬥等武技，除此之外還擅使風箏線、炸藥等暗器；並且演技驚人，常以詐降、假哭等手段欺騙對手；在戰鬥中還會對對手使用催眠術。
初來東京便直闖神心會，輕鬆重創愚地克巳並從烈海王眼前逃脫；與愚地獨步出對決時，以風箏線割斷其右手掌；一人闖入眾鬥士齊聚的德川邸引爆炸藥；藏身下水道時與追來的加藤清澄對決，將其痛宰後塞入神心會的沙包作為挑釁；被神心會眾徒圍剿，於遊樂園雲霄飛車一役打敗末堂厚；隨後與接回斷掌的獨步再次對決不敵而敗北。不料傷重送醫的他仍不願服輸，逃出醫院毀壞獨步的家，並以手肘暗藏的炸藥炸傷獨步的臉；傷痕累累的他最終與烈海王決戰，領悟到自己從未真正勝利的可悲人生後精神崩潰，心智幼兒化。他平時哼唱的歌曲──夏尔·阿兹纳武尔的「O Toi La Vie」，正是其人生寫照。
「大擂台篇」在奧利巴監護下，以海王身分登場並對決楊海王，因毫無戰意而被對方輕易打倒。
後日談「東京復仇篇」在中國白林寺療養。他每天以深蹲姿勢畫畫，不把一整碗糖吃完絕不停止，下半身肌肉因此大大強化。
貝塔．鐸爾
聲優 - 羽多野渉（2016年OAD版） / 子安武人（TV動畫第2作版）
關押於蘇聯監獄的英國人，留著一頭紅色捲髮，外表中性的英俊青年。肉體經過改造，全身藏有利刃機關、精通炸藥與易容術。認為「強」即是「不輸給任何人」，為達勝利不擇手段；但在與烈海王、獨步、克巳等人戰鬥後逐漸改變，是五名死囚中唯一與主角方建立友誼、背景最為神秘者。本名「鐸爾·赫克斯」，另有名字「德爾魯」。
撐過電刑後打倒獄警，搭乘空軍直升機來到東京。暗算並重創晨跑中的羅伯．羅賓森；偽裝成女警偷襲奧利巴不敵遁走；在飯店與鎬昂昇對決，實力不敵，但最後以炸藥背心打倒對方；在百貨公司與烈海王偶遇對決，被逼至絕境之時，因傑克以麻醉劑制服烈而中斷。但他不願攻擊昏迷的烈，以傷痕累累的身體徹夜守護昏迷的烈直至失去意識；被烈送往神心會急救後，與烈建立友誼；以粉塵炸毀神心會會場，重傷克巳與眾門徒，在逃離時被愚地獨步挑釁激發鬥士魂，欲與獨步正面對決卻被對方耍計打倒，被送回神心會與嚴重燒傷的克巳對決；最終承認敗北，與克巳建立友誼。
乘船離開東京時被柳龍光偷襲失明；精疲力竭的他最終遭奧利巴擒獲。後日談「東京復仇篇」回歸監獄，已經失明的他自廢聽覺，在黑暗的牢房中憑藉皮膚感應氣流抓住蝙蝠。
西可爾斯基
聲優 - 小野大輔（2016年OAD版） / 津田健次郎（TV動畫第2作版）
俄羅斯人，壯碩的金髮青年。特技是超強的指力與抓握力，除可攀爬光滑的牆面，還能使出劃傷對手皮肉的「雕刻刀指關節」。
母親是家庭主婦，對母親感情深厚，受其影響擅長製作俄式家鄉菜和清潔打掃，剛入獄時曾經獨自將汙穢不堪的牢房整理至煥然一新，入獄生活期間養成觀星的嗜好，能辨認星座和星體。酒量很好，但面對千杯不倒的本部以藏仍甘拜下風。
從高達100m的光滑飛彈發射口爬出逃獄，重創亞歷山大．卡蘭後來到東京；二度重創豬狩，在其臉上留下巨大的疤痕；奉勇次郎之命綁架梢江試探刃牙，被憤怒的刃牙重創，隨後遭奧利巴逮捕；不久之後逃獄，與柳龍光一起對決刃牙不敵而感到屈辱；與傑克．範馬在街頭對決不敵昏迷，被送往地下鬥技場繼續與傑克對決。途中傑克交棒給凱亞，被凱亞的環境利用戰法打得毫無還手之力，內心崩潰而徹底敗北。
後日談「東京復仇篇」回歸監獄，攀附於牢房牆面睡覺，並將獄卒的硬幣捏成小球，足見其指力再度獲得提升。在外傳《凱亞與西科爾斯基~有時候是野村雖爲二人的三人生活》透露受先前和傑克、凱亞交戰的影響，殘留害怕電話亭和沙子的創傷後壓力症候群。為了打復仇戰再訪日本，借住在凱亞（野村）居住的公寓套房，和後到的卡蘭融入居民生活和體驗日本文化，經由房東太太指導學會掌控指力按摩，同時希望讓「野村」擺脫凱亞的拘束。
柳龍光
聲優 - 江川央生（2016年OAD版） / 二又一成（TV動畫第2作版）
日本人，身高160公分的瘦小中老男性。特技是以掌心製造真空的「空掌」、蠱毒陰拳「毒掌」、針對皮膚打擊的「鞭打」、以及飛鐮、日本刀等兵法，人稱「猛毒柳」、「空師」。過去曾與涉川一戰並奪去其左眼；外傳小說《遊樂園》殺死主角葛城無門的義父松本大山。
在獄中把獄友當作毒掌實驗對象，殺死多名獄警逃獄。與涉川敘舊並點到為止的將其制伏；闖入刃牙學校與其對戰，以空掌制服刃牙；第二次與西可爾斯基聯手對決刃牙慘敗，屈辱痛哭(但他也使刃牙中毒)；攻擊欲乘船逃走的鐸爾並奪去其視力；在公園與本部以藏對決慘敗，被砍斷一隻手掌，被隨後闖入的勇次郎要求認輸不從，被打碎半邊臉失去意識。事後作者曾申明柳已死亡，但在之後的「東京復仇篇」中柳再度回歸。
後日談「東京復仇篇」回歸監獄，斷手裝上鐵勾，破碎的臉孔以透明塑膠包覆，表情渙散呆滯，但這只是擬態。當獄警大意接近他時，他暴起並再度殺光獄警消失，行蹤不明。
園田盛男
聲優 -  石井康嗣
警示廳長，柔道高手，與涉川交情甚篤。為了應對死囚，從美國亞歷桑那監獄引渡奧利巴來到日本，但在受挫後一蹶不振。曾經在陪同送醫的西可爾斯基期間，期許西可爾斯基能在執行死刑前走完自己的人生，讓西可爾斯基感念在心。
在外傳漫畫《凱亞》透露受挫後沉溺飲酒，意志消沉，偶遇在建築物頂樓觀星的凱亞和西可爾斯基，準備拘捕西可爾斯基時因為酒精影響行動反應力不慎墜樓，被西可爾斯基及時救起後再度逮捕對方，結果被凱亞擊暈，事後園田將偶遇凱亞和西可爾斯基的事件誤認為夢境，重新振作走出陰霾，在往後的日子大顯身手。
梅澤
聲優 - 石原凡
地下醫師，外科醫術超群。幫助愚地獨步縫合被多利安斬斷的左手掌，短短數個禮拜便讓獨步的手掌運用自如。
麥可．霍魯茲
聲優 - 飯島肇（TV動畫第2作版）→ 田中亮一（TV動畫第3作版）
亞利桑那州監獄長。
第二部在機場迎接赴美的園田，帶他去見奧利巴。
第三部為入監的刃牙進行身體檢查，稱他的身體數據是所有囚犯中最佳；收受拳擊協會100萬美元的「捐助」，指派唇齒舌三兄弟廢掉泰森未果；與眾持槍衛兵阻擋刃牙逃獄，卻反遭對方劫持，成為史上第一個「被赤手空拳者挾持的持槍人質」；刃牙打敗奧利巴後，在奧利巴的威脅下被迫幫刃牙辦理出獄手續。
傑夫．馬克森
聲優 - 安原義人
濫用職權，在曼哈頓勒索遊民的惡劣警察。作惡時被奧利巴逮個正著，被打的面目全非。倖存的他為了復仇，精心籌備24年，以霰彈槍和炸藥控制一棟辦公大樓並殺死多名職員，吸引奧利巴前來。以霰彈槍攻擊奧利巴，卻只讓對方受擦傷；以暗藏的日本刀刺殺奧利巴失敗，遭對方一拳擊中胸口飛出大樓，在落地前便已死亡。
國松
聲優 - 千葉繁
「大日本武術空道道館」館主、柳龍光的師父。獨臂(過去遭柳切斷)、雙眼斜視、愛講諧音笑話的枯瘦老人。嗜抽大麻、談吐凶險、手指宛如猛禽。
其實力遠近馳名，門徒中不乏各國軍警。外傳《疵面》作為反派與花山組對抗；外傳小說《遊樂園》亦有登場。
小正
個性輕浮的男子，有名交往中的女朋友。在使用電話亭期間被捲入西可爾斯基和傑克的決鬥，但意外地毫髮無傷。在外傳《盖亚与西可尔斯基 ~有时候是野村 虽为二人的三人生活~》透露自己是因為手機忘了充電，才臨時找電話亭通話被捲入事件，同時受此事件影響出現幽閉恐懼症，對願意相信他的經歷的女朋友改變成認真交往的態度。後來在赴約和女朋友見面途中，意外和西可尔斯基、凱亞（野村）相會，對西可尔斯基平靜的態度感到詫異，用智慧手機跟蹤偷拍西可尔斯基和凱亞（野村）時被逮個正著破壞手機，意識女朋友的重要性躲進電話亭聯絡兼向對方求婚，被西可尔斯基攔截，及時因為女朋友衝進電話亭擁抱小正和凱亞（野村）勸告西可尔斯基離開才讓事件落幕。

#### 中國大擂台賽篇、神之子激突篇
郭海皇
聲優 - 緒方賢一
高齡140歲，身形瘦小的的老人、烈海王的師傅。個性老奸巨猾，八面玲瓏，被烈海王怒斥「卑鄙」也不為所動。同時也有無情殘忍的一面，如因不滿海王表現而剁掉武術協會長老們的慣用手；並在兒子郭春成慘敗刃牙後命其放棄武道。
中國武術界的頂點，唯一擁有「海皇」稱號的男人，也是少數幾位受勇次郎尊敬並誇讚的鬥士。對「強」的執著不下於勇次郎，年輕時為成為最強而將肉體鍛鍊到極致。打敗天下無敵手，卻輸給一位瘦小的武術達人。從此放棄「力」，改追求「武」。如今身形枯瘦，還得輪椅代步，卻掌握中國歷史上最高深的武技。
由於刃牙等外國強敵陸續打敗中國海王，他為保全中國武術的顏面，將自己與龍書文、兒子郭春成插入中國方，加上烈海王、範海王五名選手組成「中國聯軍」，與刃牙、奧利巴、阿里Jr.、寂海王、勇次郎五人對抗。最後與勇次郎展開「武」與「力」的對決，其極致的「消力」甚至使勇次郎恐懼閃躲；但最終仍不敵勇次郎的蠻力被打至重傷。情急之下以「裝死」使勇次郎停下拳頭，勝負不了了之。事後他堅持此乃「武」之勝利，並肯定勇次郎的實力，稱其為「範馬海皇」，並邀約百年後再戰。
第三部「皮可篇」再次登場，與烈海王一起教導克巳，使其領悟超音速拳。見證克巳與皮可的戰鬥，對克巳給予高度評價。
第四部教導烈海王最高段的「消力」以對決宮本武藏。見證烈與武藏的戰鬥，對武藏的強大感到驚訝。烈死亡後安慰自責的光成，並佩戴佛珠作為哀悼。名字可能取自于使用半步崩拳的民国武术家郭云深。
劉海王
聲優 - 小形満 / 飯塚昭三
白林寺掌門人。高齡100多歲，體格依然健壯。人稱「鬥神」、「拳神」，生涯培養出烈海王、多利安等眾多強者。
第一部「最強錦標賽篇」登場，但在第二部才公布名稱。擂台賽對決勇次郎慘敗重傷，臉皮被剝下羞辱。所幸送醫後保住一命。
龍書文
聲優 - 手塚秀彰
45歲、台灣人，郭春成的朋友。特技是將雙手插在口袋隱藏拳路，利用腰力快速出拳的拳法「拔拳術」。15-19歲在台灣挑戰擂台賽，加上其後25年的地下擂台賽，總共30年生涯無敗。人稱「兇人書文」。
對決奧利巴，以拔拳術成功打傷對方肉體；但在奧利巴開啟認真模式後轉為劣勢，最後遭連續顏面頭槌擊倒。直到失去意識仍保持手插口袋的拔拳術姿勢，受到奧利巴尊敬。名字则取自于八极拳名人李书文。
郭春成
聲優 - 安元洋貴
郭海皇120歲時生下的獨生子，黑色長捲髮少年。性格好戰，人稱「狂獸春成」。對決大病初癒的刃牙，僅2秒便被打敗，被郭海皇要求「退出武道界」。
範海王
聲優 - 瀧知史
廣東人，李海王的哥哥，門派為「拳王道」，擅長踢技。對決阿里Jr.，輕視其為運動員，並認為拳擊不存在踢技導致攻擊範圍較短，沒想到被對方足蹬地面製造反作用力的強拳打中敗北。
勇次郎在過去曾說過自己在世界各地留種，所以早期構想將他設定為勇次郎在中國的兒子(其姓氏可見端睨)，但最後該設定未被採用。
李海王
聲優 - 池田知聡
範海王的弟弟，門派為「藥硬拳」，被稱為中國最強「毒手」。與柳龍光的毒手差別在於:柳龍光的毒手來自傳日「陰」七卷，是「不完全的毒手」；李海王的毒手則涵蓋陰陽全十二卷。
對決中毒衰弱的刃牙，將其打至瀕死。但因為陽毒中和了刃牙體內的陰毒，使刃牙奇蹟般的痊癒。隨後被重生的刃牙輕鬆打倒。
沙姆旺海王
聲優 - 星野貴紀
泰國人，25歲。認為武術並非技術，純粹只是比拚體能。幼年時期與巨大眼鏡蛇纏鬥的身姿被中國拳師蘇柳勝看上，隨即納為徒弟並來到中國學習拳法。學武10後征戰香港擂台至霸，獲得海王稱號。
對決郭海皇，被對方迅雷不及掩耳地脫下褲子彈睪丸而痛昏，恥辱敗北。賽後又羞又憤，又被一旁的勇次郎嘲笑，憤而反擊遭打倒。雖然實力不如人，但勇次郎肯定其氣魄。
劇情表現並不亮眼，卻在人氣投票中獲得第9名的高人氣。
楊海王
聲優 - 川津泰彦
山東人。特技是以肉體承受打擊、輾壓、砲擊、瀑布沖下的巨木，將肉體鍛鍊至鑽石般堅固的「金剛拳」。
對決精神失常的怒海王輕鬆獲勝。事後不滿比賽結果而向奧利巴下戰帖，自信的肉體卻被奧利巴輕鬆拍成肉餅敗北。
寂海王
聲優 - 青山穣
日本人，國內弟子超過24000名以上的武術名師。性格和藹可親，比起鬥士更接近老師。擁有獎掖後進、周公吐哺的高尚師道精神。
在擂台賽輕鬆戰勝陳海王；隨後在中國聯軍之戰中對上烈海王。他渴望烈的才華，在比賽過程中不停挖角烈。最後雖然輸了，卻贏得烈的敬佩。
第三部「皮可篇」，為一睹皮可風采，與眾鬥士同時潛入美軍基地。
原型來自日本少林寺拳法創始者宗道臣
除海王
聲優 - 蓮池龍三
江蘇人，門派為「龍王拳」。身材高大，四肢修長。出戰對決阿里Jr.敗北。
孫海王
聲優 - 幸野善之
吉林人，門派為「節拳道」。對自己的握力很有自信，但在握力比拚上輸給烈海王。被烈批評握力遠不如花山薰，應從基礎從頭練起。
陳海王
聲優 - 遠藤大智
福建人，特技是結合「拳」、「氣」、「地」的「三合拳」。初戰對決寂海王敗北。
毛海王
聲優 - 石川ひろあき
河北人，門派為「受柔拳」。原安排對決範海王。郭海皇組成「中國聯軍」並插入郭春成與龍書文，認為他實力不足而將其擊昏，失去出場機會。
穆罕默德．阿里
聲優 - 田中秀幸
被稱為「神」的傳說拳擊手。其輝煌的戰績、崇高的意志、與追求和平和種族平等的精神，被譽為20世紀最偉大運動員，連勇次郎都對其敬佩有加。其訴願是創造一種將拳擊昇華為格鬥術的武術「穆罕默德．阿里拳法」，但因拒絕參與越戰入獄而斷送夢想，因而將訴願寄託於自己的兒子阿里Jr.。
為激發兒子的戰鬥欲，將自己鍛鍊成更勝年輕全盛期的狀態；見證兒子與刃牙的決戰，在刃牙即將勒死阿里Jr.之時闖入鬥場打斷比賽，救了兒子一命，但也使兒子輸了比賽。
第三部再次登場，試圖阻止烈海王與冒煙喬對決。之後見證烈與冒煙喬的對決，對烈的獲勝感到驚訝。
穆罕默德．阿里二世(小阿里、阿里Jr.)
聲優 - 保志総一朗
阿里之子，「阿里拳法」的完成者。為與刃牙一戰來到日本，鼓勵正因擔心中毒的刃牙而心神憔悴的梢江，並與刃牙、勇次郎等人一同參加中國大擂台賽，出戰兩次皆輕鬆獲勝。
刃牙復活後，為挑釁刃牙而向梢江示愛，並接連打倒愚地獨步與涉川剛氣。然而在與傑克一戰中敗北掛彩，緊接著被不服輸的獨步和剛氣接連約戰皆敗北。肉體與精神皆受到重創。
在父親的激將法之下重振雄風，並在眾鬥士皆看好他的情況下出戰刃牙；即使擁有足夠的實力與自信，但因缺乏鬥士的經驗與覺悟，最終仍被對方輕易取勝。意識到自己與刃牙的巨大差距後崩潰痛哭。

### 第三部 範馬刃牙

#### 異種格鬥篇
巨象
出現在東非坦尚尼亞塞倫蓋提國家公園的超巨大非洲象。根據調查，牠每天消耗21.2頓食物；且性情狂暴，已造成977頭野生動物與41人死亡。公園護林員聯合軍隊出動坦克與機關槍試圖將其殺死，反遭全軍覆沒。最後被突然現身的勇次郎殺死並吃掉。
薩曼
聲優 - 玄田哲章
塞倫蓋提國家公園護林員。巨象討伐戰的唯一倖存者，也是勇次郎殺死巨象的唯一目擊者。他在記者會上據實以告，但只受到懷疑與批評。只有年幼的兒子胡立歐願意相信他。
鮎川魯米那
聲優 - 潘めぐみ
刃牙住處附近的小學生。喜歡拳擊，個性懦弱。被壞同學強破而向刃牙邀戰。被刃牙認真的視為對手與敵友，以打屁股的方式將其擊敗。經此一戰後精神獲得成長。
見證刃牙與想像出的拳王泰森、巨大螳螂對決。「皮可篇」與刃牙談心，詢問刃牙與皮可對決的意願。
100公斤螳螂
以普通螳螂為原型，經刃牙的「鬼腦」具象化的100公斤螳螂。初期使刃牙陷入苦戰，後刃牙領悟到不能以對人武術對付非人物種後，以螳螂拳、鶴拳等象形拳將其打敗。

#### 全美最惡監獄篇
喬治．布希
聲優 - 大川透
美國第42任總統。刃牙綁架他，並要求他將自己送入亞利桑那州監獄。
原打算出兵鎮壓凱巴爾的獨立建國計畫，但隨即遭凱巴爾安插在保鑣中的親信雷森挾持，並透過直播看到自家遭凱巴爾侵入、妻小被挾持的畫面。在見識到凱巴爾的實力後，接受雷森「不干涉凱巴爾，就繼續保護你」的條件。
在勇次郎面前向雷森試探「假如我被勇次郎攻擊，你要如何保護我?」被雷森一腳踢出二樓窗外，隨即被勇次郎飛快接住，雖嚇昏但未受傷。
J・凱巴爾(純．凱巴爾)
聲優 - 野島健兒
第三代日裔美人、刃牙的獄友、某中美洲島國總統，21歲。個性爽朗豪邁、我行我素。習慣站著睡覺，口頭禪是「今天是適合死人的好日子」。戰鬥時會哼唱船歌，並用血泥在臉上畫戰鬥妝。特技是用自己的頭髮做成鉤子深入敵人耳朵挑斷半規管，使對方失去平衡感。
從小跟隨祖父學習無隱流忍術，17歲成為海盜頭子劫掠歐美郵輪。在意識到帝國主義對島民的迫害後奮而起義，並培養出一支徒手格鬥的菁英部隊，透過威脅布希成功獨立建國。與勇次郎、奧利巴同為美國以軍事衛星監視的三強者。
為挑戰奧利巴而自願進入亞利桑那監獄，人稱「Mr.2」，意指「關不住先生二世」。除了個人實力外，在各州政府部門與總統保鑣內部都有安插強大的親信，使美國對他不敢輕舉妄動。不同於在監獄內作威作福的奧利巴，雖然在監獄內無拘無束，但跟囚犯們一同作息，因此人望遠高於奧利巴。
在唇齒舌三人組對泰森動私刑時出手相救，獲得奧利巴的認可。兩人在眾囚犯的見證下進行對決，最中仍不敵奧利巴的怪力而敗北。一償宿願的他當天晚上便挖地道逃獄返鄉，並留下一張島國鈔票給奧利巴與瑪利亞，作為邀請兩位到島國遊玩的請帖。
老人
聲優 - 麻生智久
刃牙的獄友，一名瘦弱的老年囚犯，姓名不詳。教導刃牙監獄的種種，並在刃牙被關禁閉時偷偷送上食物飲水。
肯特
聲優 - 齊藤次郎
刃牙的獄友，身形高大的巨人。
First
聲優 - 山本格
真名不詳的囚犯。前相撲選手，也擅長綜合格鬥，因殺人罪入獄。為挑戰凱巴爾的地位而在用餐時間向凱巴爾挑釁。兩人在體育館決鬥，被挑斷半規管失去平衡感敗北。隨後被獄卒槍殺。
卡謬爾．雷森
聲優 - 小野賢章
布希的護衛隊隊長，真實身分是凱巴爾的親信，隸屬凱巴爾訓練出的空手菁英部隊，自稱包含自己在內的所有部隊成員都擁有一人挾持一座核電廠的實力。為保障凱巴爾的獨立建國運動，以「不干涉凱巴爾」為條件保護布希的安全。
在布希試探他「如何從勇次郎手中保護他」時，直言布希的行為等同「自殺」；但他仍履行使命，為保護布希免遭勇次郎殺害而將他一腳踢出二樓窗外，並隻身直面勇次郎。但勇次郎接住布希，肯定雷森的判斷，並表示對他的師父(即凱巴爾)頗有興趣。
賽謬爾
聲優 - 楠大典
亞利桑那州監獄副所長。對唇齒舌三人組對泰森動用私刑的行為感到不忍，卻無力阻止。
唇齒舌三人組
聲優 - 山寺宏一
同卵三胞胎、團隊戰鬥高手，三人合稱「嘴」。單體實力不高，但三人合力便能輕鬆打倒一流鬥士。在霍魯茲指派下打倒泰森，正要割斷其手筋使其不能再戰拳擊界時，被亂入的凱巴爾介入並打倒其中一人，剩餘兩人方寸大亂狼狽遁走。
瑪莉亞
聲優 - 小山茉美
奧利巴的戀人兼精神支柱，金髮白人女性。因異常肥胖導致無法獨力行走，平時只能臥床。被奧利巴金屋藏嬌於監獄住所深處的閨房內，其存在被囚犯們口耳相傳但從未證實，直到奧利巴對決凱巴爾時才正式露面。
曾是傾國傾城的名媛，卻因身患怪病而服用大量藥物，導致肥胖症副作用。即使如此仍不改優雅傲慢的個性。
表面蠻橫凶暴，實則高雅溫柔。與奧利巴深愛她一樣深愛著奧利巴。見證奧利巴與凱巴爾的決鬥；並在奧利巴被刃牙打倒時，自行拖著肥胖的身軀趕到現場。

#### 原人皮可篇
皮可
聲優 - 草尾毅
在美國科羅拉多州地下701公尺深的岩鹽層發掘，與暴龍一同封印在鹽層中的原始人。從兩者的動作來看，推測正在進行激烈的戰鬥。其名稱「皮可」源自英文「醃漬品」。在培因博士研究團隊的嘗試下意外復活，並在史特萊達姆的引介下來到東京地下鬥技場。
天真無邪，不辨是非，不諳人語(內心獨白以旁白方式進行)。乍看之下一切行為全由本能驅動，但骨子裡仍存在鬥士的驕傲。擁有獵殺並食用恐龍的實力，並只對主動襲向自己的強者有興趣。強姦女記者、捕食保育類西伯利亞虎等野蠻行為在現代備受非議，卻也深深吸引包含勇次郎在內的鬥士們，爭先恐後地向他發起挑戰。
擁有堅韌的肉體、厚實的骨骼與粗壯的頸骨，防禦力足可抵擋腕龍的甩尾；學習能力強、領悟力高，能快速習得現代武術的高級技巧(如合氣道)。平時以二足行走戰鬥，與強者對決時會改以四足步行俯衝；最終階段甚至能改變自己的關節結構，胸口浮現宛如DNA的暴龍齒痕，速度、力量與恢復力都會顯著提升。
在美軍基地與勇次郎過招，逼勇次郎使出技術；與烈海王對決勝利並吃掉其左肩與右足；與花山薰過招，在未開啟最終階段的狀態下，雙方的握力與蠻力不相上下；與愚地克巳對決勝利並斷其右臂；與傑克對決勝利並吃掉其臉皮；最後與刃牙對決，以技術打倒刃牙，但勝敗難以定論。烈認為皮可勝利，但花山認為皮可作為天賦強者，沒有使用技術的權利，對天賦較弱者使用技術，無疑是強者的失敗。
由於其存在難以為現代接受，在聯合國的公投決定下，準備將其重新封印回鹽層中。但他早一步逃之夭夭，臨走前送給培因博士與史特萊達姆一顆暴龍頭顱作為謝禮。
「最強父子打架篇」，被刃牙父子的決鬥吸引而來。試圖介入兩人的爭鬥，被嫉火中燒的刃牙打斷一顆犬齒，學會「不可插隊」的規矩。
第四部再次登場，隱居於東京下水道，以被飼主拋棄的鱷魚、蟒蛇為食。與宮本武藏對決，在最終階段被武藏砍傷，但也吃掉武藏一部份的肩膀。對於身受重傷卻鬥志不減的武藏心生畏懼，中途落跑並向本部以藏求助；在武藏與刃牙死鬥前夕，與前來下水道尋找他的武藏無言交心。
在外傳漫畫《凱亞與西科爾斯基~有時候是野村雖爲二人的三人生活》仍棲居在日本的下水道，被準備幫忙房東太太清理地面積雪的凱亞以恐龍的大腦為餌引誘餵食，在下水道到四處奔走，引發的震動和流汗散發的熱度成功令積雪融化。
亞伯特．培因
聲優 - 飛田展男
神似阿爾伯特·愛因斯坦老科學家，諾貝爾化學獎得主。發掘皮可，並作為皮可的監護人一同來到東京。
將皮可視為人類瑰寶重視，不惜無視當代倫理也要守護皮可。對德川光成決定讓皮可與現代鬥士死鬥一事始終持否定態度。
第四部因皮可的回歸再度登場。以手槍威脅德川、武藏等人不可對皮可出手，遭武藏斬斷手腕。
愚地克巳的生母
聲優 -
姓名不詳(外傳小說《遊樂園》公布其姓名為葛城津葉沙)，在克巳與皮可對決前登場。對克巳心懷愧疚，卻被對方深情擁抱，與愚地夏惠一同被克巳認定為「母親」，感動得痛哭流涕。
巴拉克．歐斯馬
聲優 -
第44任美國總統。代表美國向勇次郎宣示友好條約。以個人名義請求勇次郎展現捏炭成鑽的實力，勇次郎則手握炭塊，以指關節輕鬆切開玻璃桌，證明自己的強度勝過鑽石。
「最強父子打架篇」來到日本，與總理大臣等人討論刃牙父子打架的應對事宜，被中途殺入的勇次郎指責違背友好條約。雖然恐懼但仍努力與勇次郎交涉，其勇氣被勇次郎認可。
波斗山征夫
聲優 -
日本內閣總理大臣。對應現實日本內閣總理大臣鳩山由紀夫。與專家討論處理皮可的去留問題但未有定論，最終交付聯合國以公民投票方式決定。
「最強父子打架篇」，與防衛大臣北澤俊男、文部科學大臣川端達己等官員討論如何應對刃牙父子打架。
北澤俊男
聲優 -
日本防衛大臣。與總理大臣等政要討論如何應對刃牙父子打架。
川端達己
聲優 -
日本文部科學大臣。與總理大臣等政要討論如何應對刃牙父子打架。
大沢一朗
聲優 -
主民黨秘書長。日本政要中擁有最多勇次郎資訊的人，並毫不諱言自己對勇次郎的崇拜。
藻木研一郎
聲優 -
腦科學家。紅葉的友人，被紅葉尊稱為「世界第一的腦學者」。對刃牙的「鬼腦」斷層掃描照感到驚愕。

#### 烈海王拳擊篇
深町元一
拳擊中心教練，46歲。雖已退役10年，但拳速仍有現役水準。起初對烈海王我行我素的態度很是不滿。跟烈一起前往拉斯維加斯，見證烈的拳壇鬥爭。在屢次見識烈的實力後逐漸認同，並為烈感到驕傲。沒有教導烈任何技巧，但還是被烈尊為師父。
麻仁昭夫
職業拳擊手，OPBF （页面存档备份，存于）輕重量級冠軍，生涯無敗。看到被烈海王一拳打破的沙包而激發鬥爭心。向列提出挑戰，被一記右拳KO，輸得心服口服。
傑利
高壯的黑人，被稱為拳擊天才。重量級職業拳擊手，戰績為9賽9勝8KO。被深町叫來與烈一戰，被烈打碎指骨與右上腕骨。
凱薩
聲優 - 立木文彥
世界知名的經紀人，白髮瘦高的黑人男性。態度傲慢但看人眼光一流。對烈的拳擊天賦嘆為觀止。看穿烈渴望與強者戰鬥的鬥士魂，以三寸不爛之舌打動烈，帶他前往美國拉斯維加斯挑戰眾拳擊好手。
安德烈．瓦雷弗
前世界重量級拳擊冠軍，身高237公分，體重151公斤。檯面上狂暴衝動，但那只是演技，其實本性隨和而冷靜。除了實力不容置疑，也擅長炒熱賽場氣氛，可謂職業拳擊手的典範。
與初來美國的烈進行表演賽，被烈「無寸勁」一拳KO。此戰也為烈在美國拳擊界打響知名度。
喬．葛雷薩
36歲的黑人男性。沒有突出的體格與天賦，生涯屢敗屢戰的努力型拳擊手，擁有「世界最強的左鉤拳」。因其越戰越勇、使對手毫無喘息機會的拳路，而獲得「煙之喬」的稱號。開戰前烈就對其給予極高評價。
在對決中屢次擊中烈的腦袋，將其逼至絕境。最後烈透過領悟讓腦停止震動的方法，以及密藏殺手鐧的人中攻擊將其打敗。雖然獲勝，但烈對此戰耿耿於懷，始終認為喬才是真正的強者。
威爾巴．波爾多
4個職業拳擊團體的統一王者，高205公分，人稱「最快最強的男人」。原田徑選手，20歲參加奧運短跑，以史無前例的9.49秒成績獲得「最快男」的稱號。稱霸短跑界後轉戰拳壇，以出人意料的拳擊天賦再次稱霸拳擊界。擁有讓烈無法抽手的握力。
第三部並未說明他與烈的比賽結果，直到第四部才公開他被烈輕鬆戰勝的消息。

#### 最強父子打架篇
神崎尚人
内閣総理大臣。在刃牙與勇次郎打架前部屬防暴警察與自衛隊以保護市民安全，並與德川光成一起觀看父子打架。
對應現實的日本内閣総理大臣菅直人。由於連載期間首相易位為野田佳彥，漫畫中觀戰到一半的神崎也被替換為野多，一度使光成詫異。
範馬勇次郎的生母
姓名不詳。隱居於中國佛寺的老尼姑。被新生兒勇次郎強迫餵奶，還被咬傷乳房，因感到羞辱而出家。認為世上沒有任何女人夠格擔任勇次郎的母親。
範馬勇一郎
聲優 - 柴田秀勝
勇次郎的生父，刃牙的爺爺。全身肌肉發達，宛若鬼神，臉上總是帶著游刃有餘的笑容。在父子打架中途顯靈激勵刃牙。
在二戰日本投降前的沖繩戰役中，在某無名小島上以一人之力殺死無數美軍，並潛入愛荷華號戰艦 (BB-61)殺死總指揮，讓艦上所有美軍恐懼跳海。
特技是靠著超人臂力，把對手當作雙節棍耍弄。由於快速揮動的殘影宛若披在身上的婚紗，因而稱作「禮服」。
不同於鋒芒畢露的「巨兇」勇次郎，雖然實力超群但韜光養晦、不在乎輸贏，甚至收錢打假賽。認識並知曉他實力者只有光成、勇次郎等內行人。
以年輕的愚地獨步為主角的外傳漫畫《拳刃》中，被稱為「孤獨的柔道家」，深受獨步景仰。
角色原型取自日本傳奇柔道家木村政彥。

### 第四部 刃牙道
宮本武藏
江戶時代天下無雙的兵法家，遺體葬於熊本縣龍田町，被德川光成的科學團隊挖掘出來，採集其中的幹細胞製作出複製人肉體，並透過德川寒子的降靈術加以復活。32歲的極盛肉體(生成的肉體實際僅11個月大)加上經驗老到的靈魂，使他的劍術臻至化境，更勝生前。即使手無持劍亦能斬人，更聲稱「劍豈是如此不便之物」。
擁有惡鬼般的殺氣，且毫不掩飾對名利的執著。精通百般武義，戰鬥時臨危不亂、兵不厭詐。握力與臂力驚人，能把人當刀劍揮耍、並將非國寶級的武器輕鬆揮斷。雖然實力強大，但做為穿越者，在許多方面仍難以適應現代。除了害怕坐車，對於現代的常識也是一無所知，價值觀也難以與社會相容。於真劍對決中應烈海王要求將其斬殺後產生極大的心境變化，此結果也造成了之後覆水難收的悲劇。
復活前夕便讓缺乏刺激而感到無聊的眾鬥士們察覺其存在。復活後依序對決佐部京一郎、刃牙、愚地獨步、烈海王、涉川剛氣、範馬勇次郎、凱亞、皮可、本部以藏與花山薰。多數能輕鬆取勝，僅有少數戰鬥因意外終止(vs勇次郎、皮可)、負傷勝利(vs烈海王、花山)或敗北(vs以藏)，且直到篇章結束都沒有拿出全力戰鬥，是刃牙系列中實力最為高深莫測的鬥士之一。
透過與範馬勇次郎接觸時的對話、並在全國直播的電視節目上以意念斬斬昏主持人。靠斬人出人頭地的價值觀與種種偏激的行為，使恐慌的日本政府派出警方與特種部隊試圖圍剿。武藏不願受德川保護而離開德川邸，以一人之力殺死無數的警察與特種部隊。
第四部終章，與抱持殺人覺悟的刃牙一戰，被寒子從背後襲擊。靈魂被吸出回歸天國，沉睡的肉體則被永久冰封保存。
阿部心三
内閣總理大臣，對應現實日本内閣總理大臣安倍晉三。積極反對德川違反國際公約複製武藏的行為未果，派出特種部隊試圖鎮壓武藏，卻造成無數犧牲。
山姆．阿特拉斯
美國綜合格鬥重量級7年衛冕冠軍，對缺乏挑戰性的比賽感到厭倦。看過刃牙與勇次郎的父子之戰後專程來到地下競技場討教刃牙的實力，被刃牙以晃腦輕鬆取勝，輸的心滿意足。
野野村 仁
宮本武藏複製計畫執行長，向阿布與德川解說複製實驗過程。
約翰．霍納
古生物學家，研究出從化石提取DNA的技術。在苦無贊助者之際被德川用重金拉攏，以自己的技術成功複製宮本武藏的肉體。
徳川寒子
德川光成的姐姐，強大的靈媒。無論死者還是生者的靈魂都能召喚進自己體內，再經由口對口的方式注入或抽出靈魂。
以自己的能力召喚宮本武藏的靈魂並注入其複製肉體中，成功喚醒武藏；在最後武藏與刃牙的殊死戰中突襲武藏，將其靈魂抽出釋放回靈界。
田中欣一
腦科學家，武藏複製計畫的一員。起初不相信寒子的能力，在寒子召喚其祖父並說出只有他知道的祕密後選擇相信寒子。
佐部京一郎
初登場於刃牙外傳《拳刃》的劍客。白髮老者，臉上總帶著笑容。斬殺過14人，其中不乏持槍者。與年輕的愚地獨步決鬥敗北。
第四部作為德川試探武藏實力的第一位對手。還未開打就已被武藏的意念斬砍的冷汗直流，不戰而降。
内海旬三
警視總監，在武藏殺死烈海王後進入德川邸帶走武藏。但其實沒有逮捕武藏的打算，而是希望武藏與三輪猛丈對決以試探其實力。
在武藏接連戰勝武裝警察與特種部隊後前往會見花山薰，希望花山代替警方制伏武藏。以官腔遊說花山不成，最後流淚吐出想幫同學大塚報仇的真心話，成功打動花山。與德川見證花山與武藏的對決，並在對決結束時，向傷重瀕死的花山磕頭答謝。
三輪猛丈
巡查部長，36歲，劍道達人。希望透過與武藏對決，證明現代劍道在速度上之於傳統兵法的優越性。被武藏無視防禦與速度的竹刀當頭劈下，頭部與背部受到鞭打而痛昏。
特拉普
繼任歐斯馬的新任美國總統，行格莽撞自負。從歐斯馬處得知美國自罗纳德·里根開始向勇次郎宣示友好的慣習感到難以置信。信誓旦旦地打算撤回宣告，卻在直面勇次郎時被嚇得鬥志盡失。
第五章與拜登競選失利，不願承認敗北而向勇次郎抱怨，希望勇次郎承認他的總統地位。因試圖觸碰打盹的勇次郎而遭反擊嚇昏。
角色對應現實的唐納·川普。
希納莉
與特拉普競選總統失利的女政治家。在特拉普與勇次郎會晤失敗後試圖挑戰勇次郎。在史特萊達姆的護送下會晤勇次郎，卻被露出勃起性器的勇次郎嚇得花容失色。因作為江珠生前的好友而被勇次郎承認保護。被勇次郎的強暴宣言震驚的面紅耳赤，隨後如暮春風的離去。
角色對應現實的希拉蕊·柯林頓。
大塚平兵衛
搜查一課的資深警部補。在武藏斬昏節目主持人後帶領數十名警察前往德川邸逮捕武藏，左眼遭武藏打瞎，隊員也被全數放倒。武藏離開德川邸後，再度率領百名武裝警察圍剿武藏。支身一人持槍與藏身橋下的武藏對峙，被武藏連人帶槍斬成兩半。死前對武藏的刀法出口讚嘆。
岩間達文
警視，擔任大塚率領的武裝警察總指揮。對殺死大塚的武藏使用壓縮橡膠彈、強力水柱與50萬伏特電擊槍等現代武器皆告無效。被武藏視為妖術師斬首殉職。
島本頼至
警視，特殊戰鬥急襲部隊STAT(對應現實的日本特殊急襲部隊)隊長。率領百名隊員以裝甲車、直升機等重裝備包圍武藏，卻難以應對武藏神出鬼沒的戰術，被武藏斬殺殉職。
田沼彦二
警部，特殊戰鬥急襲部隊STAT副隊長，擁有臨危不亂的大將風範。在隊長島本陣亡後迅速安撫部隊恐慌，冷靜的指揮隊員改變陣型應對武藏，但不久仍遭武藏斬殺。在他死後，群龍無首的部隊再無鬥志，倉皇撤退。

### 第五部 バキ道
當麻蹴速
聲優 -
日本神話時代人物，大和國武勇無雙的力士，以怪力和踢速聞名。為求與實力披敵者一戰，願將領地賜予殺死他的對手。與野見宿禰對決，敗北身亡。
野見宿禰
聲優 -
日本神話時代人物，來自出雲國的神秘力士。與當麻蹴速對決勝利，成為日本角力界的傳奇。據傳他的握力足以將一塊石墨的一部分捏成鑽石。在二代野見宿禰之前，從未有人達成同樣創舉。
第二代野見宿禰
聲優 -
身高210公分以上，體重250公斤以上，面貌清秀的壯碩少年。長年隱居深山修練古代相撲，其力量勝過現役橫綱，甚至超越第一代野見宿禰，將石墨完全捏成鑽石。擁有與刃牙一樣創造假想對手的「想像鍛鍊法」，特技是隔著肌肉抓住對手的骨骼拋摔。
因長年隱居深山，雖然實力強大但見識不多，對相撲以外的其他武術知之甚少，直到來到地下競技場才大開眼界。意外的是個情場高手，對女友相當殷情。
與刃牙在攀岩比賽初見，僅一手施力便將自己的巨體扔至岩頂；與奧利巴對決，隔著肌肉抓住奧利巴的肋骨，讓使盡全力的奧利巴肋骨盡斷。在鬥士對力士的比賽中對決橫綱零鵬獲勝，並與刃牙、涉川岡氣、勇次郎等高手簡單過招。
後在與傑克簡單過招時，遭奪去左小指，致握力大不如前。
角色原型來自日本著名相撲力士千代之富士貢。
斯科特·哈里斯
聲優 -
舉世聞名的攀岩達人，人稱「最速最強的攀岩家」。在御台場舉辦粉絲挑戰賽。即使身穿西裝皮鞋、對手攀登到一半的時候才開始攀爬，依然輕鬆獲勝。隨後接受刃牙挑戰，在意識到刃牙實力不凡後匆忙跟進，仍以數步之差敗北。
宿禰的女友
聲優 -
姓名不詳，短髮清秀的少女。在攀岩比賽時注意到宿禰並抱有好感，隨後在宿禰於街頭對決大關勝利後與之搭話並交往。暱稱宿禰為「宿君」。
嵐川将平
聲優 -
第17代大日本相撲協會理事長。前大關，名號「太刀旋風」。在看到宿禰於街頭挑釁並輕鬆戰勝大關的新聞後大為憤怒。在金龍山的穿針引線下，安排力士與鬥士在地下競技場一較高下。
岩浪混沌
聲優 -
日本國內無敗的綜合格鬥家，高181公分、重102公斤。與力士們在地下競技場切磋的眾格鬥家之一，被零鵬打敗。
貝沼文也
聲優 -
綜合格鬥輕重量級冠軍，高179公分、重97公斤。與力士們在地下競技場切磋的眾格鬥家之一，被炎打敗。
猪田火飲
聲優 -
高189公分、重110公斤，日本國內體格最大的綜合格鬥家。與力士們在地下競技場切磋的眾格鬥家之一，被巨鯨打敗。
桑田巧美
聲優 -
高184公分、重88公斤。媲美柔道國家隊等級武術的綜合格鬥家，踢速快到肉眼難以捕捉。鄙視相撲力士，稱其為「胖子」。與力士們在地下競技場切磋的眾格鬥家之一，被猛劍打敗。
村瀬阿隆
聲優 -
重量級綜合格鬥家，高181公分、重122公斤。雖為摔角出身，但拳技了得，總是以KO戰勝。與力士們在地下競技場切磋的眾格鬥家之一，被鯱鉾打敗。
宮入暦三
聲優 -
傳統派空手道出身的綜合格鬥家，高187公分，重103公斤。其招式專攻要害，因此可無視對手體型。與力士們在地下競技場切磋的眾格鬥家之一，被獅子丸打敗。
零鵬
聲優 -
現役橫綱，本名田沼浸。高190公分，重160公斤。14歲便擁有高179公分、重97公斤的過人體型，並展現超常的體能天賦：立定跳遠超過8米、百米跑10.3秒、壘球投擲目視外難以測量。被嵐川稱為「相撲史的傑作」。
第二代野見宿禰將其作為「想像訓練法」的對象，並評價「四股差了點」。鬥士對力士比賽中對決宿禰，被抓住骨盆與肩胛骨連摔兩遍，肋骨骨折敗北。不服輸的他在街頭抱傷復仇，被踢碎胸骨二度敗北。
巨鯨
聲優 -
現役大關，高230公分、重290公斤。鬥士對力士比賽中對決涉川剛氣，憑著超強蠻力打破合氣道極限，數度將涉川拋飛。看到義眼掉落的涉川而動搖，不忍繼續比賽，被憤怒的涉川以戳眼、採頭、投摔等殺招打敗。
猛劍
聲優 -
現役關脇，高177公分、重161公斤。外號「博士」、「巧」。鬥士對力士比賽中對決愚地獨步。雙方戰鬥激烈，最後重心不穩，被獨步踢中頭部暈厥敗北，倒下時被獨步以腳背接住，不讓其後背蒙塵。但他清醒後仍自己將背部弄髒，以示敗北。
獅子丸
聲優 -
現役關脇，高182公分、重181公斤。幕內優勝3回、榮獲18顆[金星 (相撲)|金星]的最佳紀錄力士，擁有硬舉400公斤、仰臥推舉200公斤的怪力。除橫綱零鵬外唯一能投摔巨鯨的力士。人稱「最強關脇」。
鬥士對力士比賽中對決移植烈海王手臂的克巳。大意使用不擅長的騎重位，被克巳攻擊胯下、踢重頭部瀕臨敗北，卻因克巳主動棄權獲勝，是鬥士對力士比賽中唯一獲勝的力士。
炎
聲優 -
現役小結，高165公分、重97公斤。兼具輕量級摔角手的敏捷與不符外表的怪力。鬥士對力士比賽中對決刃牙敗北。
鯱鉾
聲優 -
現役前頭筆頭，高190公分、重151公斤。擅長以長臂優勢連打對手。只要進入其打擊範圍，就連橫綱都難以取勝，人稱「擁有最遠兜檔布的男人」。
鬥士對力士比賽中對決花山薰，被花山一拳打暈。清醒時看見花山戴上眼鏡、準備抽菸的愜意樣子，意識到雙方的實力懸殊而承認敗北。

### 刃牙外傳小說 遊樂園
愚地獨步
參照主要角色。
柳龍光
參照最兇死囚篇。
國松
參照最兇死囚篇。
葛城無門
主角。愚地克巳的親兄。絕世美少年，無論雜技還是武術天賦均在克巳之上。在克巳成為獨步養子前離開水野馬戲團四處流浪，被松本大山收養並教導武術。大山死於柳龍光之手後，踏上尋找柳與神祕鬥技場「遊樂園」的旅程。
松本大山
松本絹代的先夫、梢江的父親。表面是拉麵店老闆，私下則是地下競技場的鬥士。肌肉發達、豪爽灑脫的巨漢。特技是控制並放出「氣」的氣功「放華」，甚至能靠運氣使櫻花綻放。
收養流落街頭的葛城無門並教導其武術。為了籌措救治梢江惡疾的醫藥費，前往「遊樂園」戰鬥，遭柳龍光的毒掌重傷，後在葛城無門面前氣絕身亡。
久我重明
《獅子之門》、《惡狼傳》客串角色。
磯村露風
《惡狼傳》客串角色。
破壞者伊藤、炸彈傳助、刺蝟忠太郎

町田隼人

歌布林春日

早田繁

神野仁

蛟黄金丸

蘭陵王
蛟黄金丸的父親、「遊樂園」的主辦者。身穿演劇「蘭陵王」的行頭，權力、財力與實力兼具的強者。按照他置定的規則，在「遊樂園」內打倒一人可得500萬；打倒他則可得2億。
黄海王

神野羽矢雄

鬼神郡平

葛城渡流
無門與克巳的親父、水野馬戲團的空中飛人。一次表演時發生本應檢查過的繩索遭人切斷的意外致死，留下年幼的無門與克巳。
葛城津葉沙
無門與克巳的親母。葛城渡流死後改嫁神奈村正助，堅持不改夫姓。
葛城正介
無門與克巳的義父，本名神奈村正助。在《刃牙》第一部愚地獨步的回憶中登場。以改名換姓為條件與喪夫的葛城津葉沙再婚，但結婚後時常家暴，導致葛城無門逃家流浪。
馴獸師，以徒手毆打、調教雄獅聞名的凶暴男子。在葛城無門逃家不久被本應比自己弱小的獅子咬死，遺子克巳被獨步收養。
加奈村 狂太
葛城正介的弟弟，表面是身穿西裝、戴圓框眼鏡，在美國高中教數學的斯文學者，私底下是赤手空拳制伏恐部分子、輕鬆絞死雄獅的強者。擅以數學分析、預判對手的行為。聽說弟弟的死與葛城無門有關，追趕無門來到「遊樂園」。
羽鳥薫
身著可笑忍者裝的男人，實力卻是不容置喙。擅以忍術與話術將對手帶入陷阱。戰鬥成癮者，為滿足戰鬥欲來到「遊樂園」。

### 刃牙外傳 疵面
花山薰
參照主要角色。
木崎
參照幼年篇。
弘
花山學生時代的同學，被花山打斷下巴而立誓復仇。在刻苦鍛鍊三年後成為強者，四處「狩獵」藤木組成員並奪走徽章。與花山再度對決，被對方一腳踹飛，所幸因身體經鍛鍊而未受重傷。對花山仍記得自己感到欣慰。
上田光輝
以打架技術自豪的男人，向花山組毛遂自薦卻不被重視而心懷不滿，在目睹花山實力後心服口服。雖然擁有手刀劈酒瓶、打穿電話簿、捏彎10圓硬幣的不凡實力，但對看慣花山怪力的花山組成員而言完全沒有新意。
田中KEN
花山組成員，17歲。與堀尾吉晴、登倉竜士是青梅竹馬。是個笨蛋，但對花山忠心耿耿，天性善良。
堀尾吉晴
為醫治登倉竜士的激痛，帶著竜士來到東京尋找強者而認識花山薰。
登倉竜士
刃牙系列作中最高大的角色。人稱「雷克斯」。身形魁武、面目可憎的17歲巨漢。雖然長相可怕、作風狂暴，但性格天真善良。
因五名死囚來到東京觸發的「共時性」，使當年13歲的他忽然罹患痛風，並在電車上大鬧導致電車出軌。接受鎬紅葉的醫治，卻被紅葉實施人體改造。痛風造成的激痛唯有透過戰鬥紓解。在堀尾吉晴的幫助下邂逅花山，被花山治好激痛，從此對花山忠心耿耿。
在機場對決G.M一役，展現過人的戰鬥天賦，迫使重傷的G.M認輸。
花山景三
花山薰的父親、藤木組舍弟頭、花山組初代組長。出戰敵對黑幫源王會戰死，享年41歲。出征前夕，將妻子託付給年幼卻以身懷怪力的花山。
清水治郎
藤木組若頭、清水組組長。在《刃牙》第一部「幼年篇」首度登場，告知栗谷川花山薰的訊息。
在不知道國松為G.M之徒的情況下提出暗殺G.M要求，遭潛藏於國松屋內的源王會勢利反殺。死前向秋田太郎留下訊息。
秋田太郎
藤目組五代目組長，81歲，興趣是釣魚。被花山等黑幫成員尊為「教父」敬愛。遭源王會刺殺命危，使藤目組決定對源王會全面開戰。
納托．L．聶魯紐
國松的師父、源王會八代目會長、人稱「世界最強刺客」，培養出許多黑社會強者的男人，綽號為「G.M」。因天生肌肉過於發達抑制生長，身高不足1公尺、無髮無齒。服用大量藥物抑制過多的雄性激素，導致氣質陰柔，性格瘋狂冷血、視人命為草芥。本身精通各種格鬥技，還擅用催眠術與心理戰。
真實身分為國際犯罪組織「N.O.N」的老大，控制黑市軍火貿易、幹下大量殺人勾當。其終極目標是複製地上最強的武器──範馬勇次郎。
與花山第一戰，利用催眠術讓花山看見過世的母親，並利用平民做人質限制花山，指揮大量狙擊手成功重創花山，但他卻低估了花山的恢復力與復仇心；第二戰於機場和為幫花山復仇的登倉竜士決戰。在催眠術無效與部下全軍覆沒的劣勢下，即使開啟拚盡生命激發的肌肉暴走狀態仍不敵登倉，最後認輸敗北。
Master國松
G.M的徒弟。殺人如麻的殺手，但因為黑白兩道都有人脈，所以從未被治罪或追殺。殺死清水治郎後正式與G.M合作。
在機場G.M對登倉一役中，以毒箭暗算花山，卻被花山以握擊破解，連人帶車被推進海裡。雖然大命不死，但從此對花山心懷恐懼，不願再插手與花山有關的勾當。
Master吉哈德
國松的保鑣，狙擊達人，疑似阿拉伯人。
負責狙擊手術後復活的花山，據點大樓被花山一人攻破，手下全軍覆沒。與花山展開槍對拳的接觸戰，以機關槍擊中花山17發有餘，仍被花山一拳打落樓頂，生死不明。
亞瑟中尉
吉哈德的部下，部隊指揮者。生性膽小，在花山打飛吉哈德後馬上投降。

### 刃牙外傳 創面
花山薰
參照主要角色。
倉鷲高中1年級生。在這個充滿不良與騷動的校園中，努力做個平凡學生。
木崎
參照幼年篇。
花山組若頭，努力輔佐花山的課業。
芳賀憲一
倉鷲高中3年級生，小有名聲的不良老大。因抽菸遭停學處分，復學時卻受到其他不良的禮遇而困惑，後來才知道是學弟花山給他的見面禮。雖受到花山尊敬，心裡卻很敬畏花山。
井森洸一
武器收集狂。在充滿不良的倉鷲高中擁兵自重。
以十字弓挑釁花山，反被花山藏在校服內的各種熱兵器嚇阻；隨後更被花山將兵器全數交出，亮出後背給他先攻的氣魄嚇得尿失禁。
火野靖國
31歲，男性。濫用體罰許可證滿足自己的虐待欲，被全校師生恐懼的暴力老師。
使勁渾身解術毆打不卑不亢的花山，卻無法傷其分毫，信心大受打擊。從此歸還體罰許可證並辭退教職。
北嶋
全國高中游泳冠軍，與宣言「打破紀錄」的花山進行游泳比賽，被花山打水造成的衝擊波沖上岸，奇異的敗北。
助川仙吉
身形矮小的老殺手。習慣從側面將目標劈成兩半，欣賞臉部剖面為樂，人稱「半截仙吉」。
潛入學校廁所暗殺花山，被花山握住刀鞘導致無法拔刀，膝蓋也被打斷無法行走。被花山偽裝成腹語術人偶送出學校。
杉村冴梨
16歲，女性。向花山告白，被花山粗魯的吻技嚇退。
浪速親方
原大關「雷王」。本應晉升橫綱，但為遞補驟逝的部屋教練一職而引退。聽聞「怪童」沼尾武志的事蹟前來倉鷲高中，被花山的實力震懾。力薦花山成為力士，在得知花山的黑道背景與作為相撲部屋的贊助者後無奈放棄。
沼尾武志
倉鷲高中2年級生，被稱作「青色怪物」、「怪童」，天賦在「雷王」之上的相撲天才。與花山對決相撲，因花山明顯放水而憤怒，被浪速親方點明:「他是小心翼翼地不弄傷你。」
門間
倉鷲高中劍道部主將，劍道四段。興趣使然，自願作為學校的守護者，擊退不少他校不良的強者。得知花山入校導致前來挑釁的他校不良明顯減少，向花山下戰帖爭奪「學校守護者」之職。被花山捏碎青竹的握力震懾，心服口服的認輸。
有下零務
綽號「零」，體格壯碩的18歲男子，原倉鷲高中最強不良老大。因徒手毆打致死多人入獄，但因本人未成年，加上對方持有兇器，得以減輕罪刑。出獄復學後，發現自己的地位被花山取代。約戰花山遭一拳打倒，其氣魄受到花山的敬重。
竹林巌
倉鷲高中學生，身穿女子制服的胖男孩。對花山的黑幫背景出言找碴，對花山不卑不亢又善解人意的態度感到火大。
若草気一郎
熱血中年教師，時常在深夜酒街路見不平，力勸浪子從良。雖然很囉嗦，但其品行受到年輕男女與警察的敬重。對花山年紀輕輕就抽菸喝酒混黑幫感到心痛，試圖開導花山。期間生意受其影響的皮條客前來尋仇，被花山出手相救，從而瞭解花山的正義而放棄開導。
田部井
倉鷲高中學生，其貌不揚、身形矮小。為了向打傷他的方賀復仇，牽著飼養的藏獒「國王」到學校耀武揚威。命令「國王」攻擊方賀，但「國王」被花山的霸氣震懾，導致復仇失敗。

### 刃牙外傳 《凱亞》和《盖亚与西可尔斯基 ~有时候是野村 虽为二人的三人生活~》
女記者
外傳 《凱亞》登場，本名不詳的女記者，在記者會採訪冒充凱亞的仿冒者，由於問及「黑色通道」的技術令仿冒者語塞，隨後凱亞親身展示「黑色通道」殺死仿冒者，該段訪問也因為畫面過於血腥暴力被禁止播放。
房東太太
《凱亞与西可爾斯基 ~有时候是野村 虽为二人的三人生活~》登場，本名不詳，東京都公寓「花澤莊」的房東。和本部以藏是熟交。為人和藹親切，擅長料理和編織，喜歡時髦的老婦人。經常關懷和準備自製料理給包含凱亞（野村）在內的住戶，對凱亞（野村）是雙重人格者毫不知情。在西可爾斯基、卡蘭陸續入住後，協助兩者學習日本文化，幫忙凱亞（野村）等人介紹兼差。由於公寓套房沒有浴室，僅收每戶1萬5千日圓的租費，租客有洗澡需求必須在公眾浴場解決。經常身體不舒服請西可爾斯基按摩，體認後者的指力後逐步引導讓西可爾斯基學會按摩技巧，有時候也會委託凱亞（野村）等人協助社區事務和趕走鬧事的不良份子。
源內
《凱亞与西可爾斯基 ~有时候是野村 虽为二人的三人生活~》登場，在公共澡堂為顧客服務搓背按摩的「三助」，對凱亞（野村）是雙重人格者毫不知情，其技術獲得凱亞（野村）和西可爾斯基等顧客的好評。對工作保持熱誠，原有意做至退休，但由於年事增長體力不如從前，曾經夢想在退休前登頂富士山。之後西可爾斯基為回報源內兼幫助他圓願，背負著源內攀爬上澡堂的富士山壁畫，讓源內和其他在場的澡堂顧客留下深刻印象。
小泉慎太郎
《凱亞与西可爾斯基 ~有时候是野村 虽为二人的三人生活~》登場，公寓「花澤莊」的103號房房客，凱亞（野村）的鄰居，青年警察。平常個性諾弱，仰賴同事和前輩出面解決問題，對凱亞（野村）是雙重人格者毫不知情。偶然從網站得知西可爾斯基逃獄的消息，加著出門上班時剛好撞見西可爾斯基走出凱亞（野村）居住的102號房，擔憂凱亞（野村）遭西可爾斯基脅持。當天返回公寓時聽見西可爾斯基疑似威脅凱亞（野村），決定獨自解決案件破門而入，才理解兩者是在玩大富翁並被凱亞（野村）邀請加入遊戲化解誤會。事後以此機緣脫胎換骨，個性變得更加積極獨立，憑藉自身努力成為檢舉數排行榜首的刑警。
安藤
《凱亞与西可爾斯基 ~有时候是野村 虽为二人的三人生活~》登場，便利商店的店長，凱亞（野村）和西可爾斯基的打工雇主。由於人手不足聘僱凱亞（野村）和西可爾斯基在店裡協助店務。起先對西可爾斯基經常不分場合鬧出狀況傷透腦筋，但見到西可爾斯基和凱亞（野村）聯合整治中西良的場面為之折服。
中西良
《凱亞与西可爾斯基 ~有时候是野村 虽为二人的三人生活~》登場，30歲的無業啃老族男子。不滿母親經常叨念著要他找工作，經常故意在安藤經營的便利商店朝店員找碴和影響顧客，導致該店店員經常被逼至離職。後來被西可爾斯基和凱亞（野村）聯合整治，看見西可爾斯基徒手將硬幣握成球狀留下心理陰影，被凱亞（野村）要求在便利商店工作補償損失。
德米特里·楚雷特夫
《凱亞与西可爾斯基 ~有时候是野村 虽为二人的三人生活~》登場，俄羅斯監獄長。原先為西可爾斯基被凱亞挫敗暗自竊喜，但見及西可爾斯基再次逃出監獄被嚇得失禁。
凩雄一
《凱亞与西可爾斯基 ~有时候是野村 虽为二人的三人生活~》登場，追求勁辣料理的創意料理餐廳「凩~秋風~」店主，因為聽聞凱亞（野村）能控制甲腎上腺素抑制痛覺，著手開發辣度偏高的辣椒。以辣度高達400萬史高維爾指標的危險級辣椒「OGRE」製作俄式餡餅（皮羅什基）招待凱亞、西可爾斯基、卡蘭，讓西可爾斯基和卡蘭叫苦連天，只有凱亞憑藉控制甲腎上腺素抑制痛覺，面不改色吃下所有餡餅，獲得凱亞的話語救贖。事後凱亞、西可爾斯基、卡蘭均因為「OGRE」的影響在當晚陷入極端腹瀉狀態。
寺山修司
《凱亞与西可爾斯基 ~有时候是野村 虽为二人的三人生活~》登場，公寓「花澤莊」的203號房房客，與身為職業婦女的母親同住的4歲小男孩，稱呼凱亞（野村）「野村哥哥」，對西可爾斯基稱呼「壁虎男」、「西可爾」。平常個性開朗富好奇心，但相當愛哭，曾經創下哭泣超過10小時的紀錄。本作中由於母親臨時需要處理緊急工作，被母親臨時托給凱亞（野村）和西可爾斯基代為照顧，以至於凱亞（野村）和西可爾斯基為了防範他哭泣數度留意其舉動（在扮演英雄遊戲時踢中西可爾斯基的跨下），但在母親前來接他時不肯回家放聲大哭，被西可爾斯基要求變得更強後停止哭泣跟隨母親回家，將繪有凱亞（野村）和西可爾斯基的蠟筆畫留給兩者。節分期間和母親參與「花澤莊」的灑豆驅鬼活動。
新堂
《凱亞与西可爾斯基 ~有时候是野村 虽为二人的三人生活~》登場，古著店的店主，和凱亞（野村）是熟交。為了尋找自己的時尚品味嘗試多樣搭配，但由於風格過於醒目招至其他人側目。邀請凱亞（野村）和西可爾斯基光顧其服飾店挑選衣物，但隨後見及卡蘭撐爆店裡的衣服飽受驚嚇。事後房東太太特地為凱亞（野村）、西可爾斯基、卡蘭編織並贈送毛衣給三者。
狐狗狸的狐靈
《凱亞与西可爾斯基 ~有时候是野村 虽为二人的三人生活~》登場，經由當事者舉行狐狗狸儀式現身的靈體，會給予問占者指引，但若是當事者中途放開按著的硬幣或執意拒絕諭言就會懲戒當事者。本篇中凱亞（野村）、西可爾斯基、卡蘭三者在子夜12點多舉行狐狗狸儀式，途中由於野村問及「三者當中誰最強」，讓西可爾斯基、卡蘭為了確保答案是自己而執意抵制祂的力量（狐靈自身的答案是凱亞），最終狐靈被西可爾斯基與卡蘭的力量和氣魄驚嚇自行離去。
甘坦
《凱亞与西可爾斯基 ~有时候是野村 虽为二人的三人生活~》登場，在凱亞（野村）居住街區附近遊蕩的獨眼流浪貓，個性防備心強，會出手攻擊隨意接近牠的對象，連西可爾斯基也被其抓傷臉部。剛抵達街區沒多久便開始陸續佔領地盤，後來與其他貓群爭奪領地身受重傷，凱亞（野村）不但取用領地沾上甘坦小便的砂土覆蓋身軀令其放下戒心，還致電委託鎬紅葉治療甘坦。待在凱亞（野村）居住的102號房休養數日康復後自行離開，並叼來一條魚回贈給凱亞（野村）。
名島洋子
《凱亞与西可爾斯基 ~有时候是野村 虽为二人的三人生活~》登場，在購物廣場負責穿布偶裝發放氣球給孩子們的女性打工族，由於不知道自己想做的事情遲遲未定目標，個性與工作態度也格外消極。後來經由上司指派負責帶領打工的凱亞（野村）、西可爾斯基熟悉工作，見及西可爾斯基蠻橫發放氣球的態度意外吸引孩子們團結對抗與加快發放氣球的速度，還有凱亞（野村）發放氣球的效率及其為了幫助孩子取回氣球跳躍樓層的身手，體認專業意識的重要性開始磨練演繹技巧，對工作投入更多熱情受孩子們歡迎，最終更立定志願憑藉自身努力，成為聞名演藝界的演員。
遠山仁
《凱亞与西可爾斯基 ~有时候是野村 虽为二人的三人生活~》登場，專精格鬥遊戲的電子競技選手。著重心、技、體三方培訓，進行高強度訓練和學習綜合格鬥，執著於世界第一的榮譽，但在某場重要比賽前受執著世界第一和壓力的影響，患上無法發揮原本應有能力的易普症。苦惱之餘偶然在電子遊樂場遇見連勝西可爾斯基的凱亞，與之挑戰格鬥遊戲完敗，請教凱亞獲得啟示，不再執著獲得世界第一的念頭，反而得以發揮實力取得大賽的冠軍。

## 出版書籍
刃牙
| 冊數 | 秋田書店       | 秋田書店           | 玉皇朝   | 玉皇朝 | 長鴻出版社 | 長鴻出版社 |
| 冊數 | 發售日期       | ISBN               | 發售日期 | ISBN   | 發售日期   | ISBN       |
| ---- | -------------- | ------------------ | -------- | ------ | ---------- | ---------- |
| 1    | 1992年2月21日  | ISBN 4-253-05309-2 | -        | -      | -          | -          |
| 2    | 1992年4月20日  | ISBN 4-253-05310-6 | -        | -      | -          | -          |
| 3    | 1992年6月25日  | ISBN 4-253-05311-4 | -        | -      | -          | -          |
| 4    | 1992年8月7日   | ISBN 4-253-05312-2 | -        | -      | -          | -          |
| 5    | 1992年11月16日 | ISBN 4-253-05313-0 | -        | -      | -          | -          |
| 6    | 1993年1月8日   | ISBN 4-253-05314-9 | -        | -      | -          | -          |
| 7    | 1993年3月26日  | ISBN 4-253-05315-7 | -        | -      | -          | -          |
| 8    | 1993年5月21日  | ISBN 4-253-05316-5 | -        | -      | -          | -          |
| 9    | 1993年7月16日  | ISBN 4-253-05317-3 | -        | -      | -          | -          |
| 10   | 1993年9月10日  | ISBN 4-253-05318-1 | -        | -      | -          | -          |
| 11   | 1993年12月1日  | ISBN 4-253-05319-X | -        | -      | -          | -          |
| 12   | 1994年2月3日   | ISBN 4-253-05320-3 | -        | -      | -          | -          |
| 13   | 1994年4月22日  | ISBN 4-253-05321-1 | -        | -      | -          | -          |
| 14   | 1994年6月17日  | ISBN 4-253-05322-X | -        | -      | -          | -          |
| 15   | 1994年9月9日   | ISBN 4-253-05323-8 | -        | -      | -          | -          |
| 16   | 1994年11月18日 | ISBN 4-253-05324-6 | -        | -      | -          | -          |
| 17   | 1995年2月1日   | ISBN 4-253-05325-4 | -        | -      | -          | -          |
| 18   | 1995年4月27日  | ISBN 4-253-05326-2 | -        | -      | -          | -          |
| 19   | 1995年7月6日   | ISBN 4-253-05327-0 | -        | -      | -          | -          |
| 20   | 1995年9月14日  | ISBN 4-253-05355-6 | -        | -      | -          | -          |
| 21   | 1995年11月10日 | ISBN 4-253-05356-4 | -        | -      | -          | -          |
| 22   | 1996年2月23日  | ISBN 4-253-05357-2 | -        | -      | -          | -          |
| 23   | 1996年4月5日   | ISBN 4-253-05358-0 | -        | -      | -          | -          |
| 24   | 1996年6月14日  | ISBN 4-253-05359-9 | -        | -      | -          | -          |
| 25   | 1996年8月1日   | ISBN 4-253-05360-2 | -        | -      | -          | -          |
| 26   | 1996年10月4日  | ISBN 4-253-05361-0 | -        | -      | -          | -          |
| 27   | 1996年12月6日  | ISBN 4-253-05362-9 | -        | -      | -          | -          |
| 28   | 1997年2月7日   | ISBN 4-253-05601-6 | -        | -      | -          | -          |
| 29   | 1997年4月18日  | ISBN 4-253-05602-4 | -        | -      | -          | -          |
| 30   | 1997年6月12日  | ISBN 4-253-05603-2 | -        | -      | -          | -          |
| 31   | 1997年8月1日   | ISBN 4-253-05604-0 | -        | -      | -          | -          |
| 32   | 1997年10月9日  | ISBN 4-253-05605-9 | -        | -      | -          | -          |
| 33   | 1997年12月5日  | ISBN 4-253-05606-7 | -        | -      | -          | -          |
| 34   | 1998年2月27日  | ISBN 4-253-05607-5 | -        | -      | -          | -          |
| 35   | 1998年5月29日  | ISBN 4-253-05608-3 | -        | -      | -          | -          |
| 36   | 1998年7月10日  | ISBN 4-253-05609-1 | -        | -      | -          | -          |
| 37   | 1998年9月18日  | ISBN 4-253-05610-5 | -        | -      | -          | -          |
| 38   | 1998年12月4日  | ISBN 4-253-05611-3 | -        | -      | -          | -          |
| 39   | 1999年2月6日   | ISBN 4-253-05612-1 | -        | -      | -          | -          |
| 40   | 1999年4月16日  | ISBN 4-253-05613-X | -        | -      | -          | -          |
| 41   | 1999年7月22日  | ISBN 4-253-05614-8 | -        | -      | -          | -          |
| 42   | 1999年9月16日  | ISBN 4-253-05615-6 | -        | -      | -          | -          |
| 外傳 | 1999年11月11日 | ISBN 4-253-05616-8 | -        | -      | -          | -          |

刃牙II
| 冊數   | 秋田書店       | 秋田書店           | 玉皇朝   | 玉皇朝 | 長鴻出版社 | 長鴻出版社 |
| 冊數   | 發售日期       | ISBN               | 發售日期 | ISBN   | 發售日期   | ISBN       |
| ------ | -------------- | ------------------ | -------- | ------ | ---------- | ---------- |
| 1      | 2000年1月3日   | ISBN 4-253-05617-2 | -        | -      | -          | -          |
| 2      | 2000年4月13日  | ISBN 4-253-05618-0 | -        | -      | -          | -          |
| 3      | 2000年6月8日   | ISBN 4-253-05619-9 | -        | -      | -          | -          |
| 4      | 2000年8月10日  | ISBN 4-253-05620-2 | -        | -      | -          | -          |
| 5      | 2000年10月12日 | ISBN 4-253-05621-0 | -        | -      | -          | -          |
| 6      | 2000年12月21日 | ISBN 4-253-05622-9 | -        | -      | -          | -          |
| 7      | 2001年3月15日  | ISBN 4-253-05623-7 | -        | -      | -          | -          |
| 8      | 2001年5月10日  | ISBN 4-253-05624-5 | -        | -      | -          | -          |
| 9      | 2001年7月26日  | ISBN 4-253-20029-X | -        | -      | -          | -          |
| 10     | 2001年9月27日  | ISBN 4-253-20030-3 | -        | -      | -          | -          |
| 11     | 2001年12月13日 | ISBN 4-253-20031-1 | -        | -      | -          | -          |
| 12     | 2002年2月28日  | ISBN 4-253-20032-X | -        | -      | -          | -          |
| 13     | 2002年5月15日  | ISBN 4-253-20033-8 | -        | -      | -          | -          |
| 14     | 2002年8月29日  | ISBN 4-253-20034-6 | -        | -      | -          | -          |
| 特別篇 | 2002年11月28日 | ISBN 4-253-14516-9 | 不適用   | 不適用 | 不適用     | 不適用     |
| 15     | 2002年11月28日 | ISBN 4-253-20035-4 | -        | -      | -          | -          |
| 16     | 2003年2月27日  | ISBN 4-253-20036-2 | -        | -      | -          | -          |
| 17     | 2003年3月31日  | ISBN 4-253-20037-0 | -        | -      | -          | -          |
| 18     | 2003年6月26日  | ISBN 4-253-20038-9 | -        | -      | -          | -          |
| 19     | 2003年8月28日  | ISBN 4-253-20039-7 | -        | -      | -          | -          |
| 20     | 2003年11月13日 | ISBN 4-253-20040-0 | -        | -      | -          | -          |
| 21     | 2004年2月26日  | ISBN 4-253-20041-9 | -        | -      | -          | -          |
| 22     | 2004年5月20日  | ISBN 4-253-20042-7 | -        | -      | -          | -          |
| 23     | 2004年8月26日  | ISBN 4-253-20043-5 | -        | -      | -          | -          |
| 24     | 2004年11月25日 | ISBN 4-253-20044-3 | -        | -      | -          | -          |
| 25     | 2005年2月8日   | ISBN 4-253-20045-1 | -        | -      | -          | -          |
| 26     | 2005年4月8日   | ISBN 4-253-20046-X | -        | -      | -          | -          |
| 27     | 2005年7月8日   | ISBN 4-253-20977-7 | -        | -      | -          | -          |
| 28     | 2005年9月8日   | ISBN 4-253-20978-5 | -        | -      | -          | -          |
| 29     | 2005年11月8日  | ISBN 4-253-20979-3 | -        | -      | -          | -          |
| 30     | 2006年2月8日   | ISBN 4-253-20980-7 | -        | -      | -          | -          |
| 31     | 2006年3月8日   | ISBN 4-253-20981-5 | -        | -      | -          | -          |

範馬刃牙
| 冊數 | 秋田書店      | 秋田書店               | 玉皇朝   | 玉皇朝 | 長鴻出版社 | 長鴻出版社 |
| 冊數 | 發售日期      | ISBN                   | 發售日期 | ISBN   | 發售日期   | ISBN       |
| ---- | ------------- | ---------------------- | -------- | ------ | ---------- | ---------- |
| 1    | 2006年4月7日  | ISBN 4-253-20983-1     | -        | -      | -          | -          |
| 2    | 2006年4月7日  | ISBN 4-253-20984-X     | -        | -      | -          | -          |
| 3    | 2006年7月7日  | ISBN 4-253-20985-8     | -        | -      | -          | -          |
| 4    | 2006年10月6日 | ISBN 4-253-20986-6     | -        | -      | -          | -          |
| 5    | 2006年12月8日 | ISBN 4-253-20987-4     | -        | -      | -          | -          |
| 6    | 2007年2月8日  | ISBN 978-4-253-20988-5 | -        | -      | -          | -          |
| 7    | 2007年5月8日  | ISBN 978-4-253-20989-2 | -        | -      | -          | -          |
| 8    | 2007年7月6日  | ISBN 978-4-253-20990-8 | -        | -      | -          | -          |
| 9    | 2007年9月7日  | ISBN 978-4-253-20991-5 | -        | -      | -          | -          |
| 10   | 2007年11月8日 | ISBN 978-4-253-20992-2 | -        | -      | -          | -          |
| 10.5 | 2008年1月8日  | ISBN 978-4-253-20982-3 | -        | -      | -          | -          |
| 11   | 2008年1月8日  | ISBN 978-4-253-20993-9 | -        | -      | -          | -          |
| 12   | 2008年4月8日  | ISBN 978-4-253-20994-6 | -        | -      | -          | -          |
| 13   | 2008年6月6日  | ISBN 978-4-253-20995-3 | -        | -      | -          | -          |
| 14   | 2008年8月8日  | ISBN 978-4-253-20996-0 | -        | -      | -          | -          |
| 15   | 2008年10月8日 | ISBN 978-4-253-20997-7 | -        | -      | -          | -          |
| 16   | 2008年12月8日 | ISBN 978-4-253-20998-4 | -        | -      | -          | -          |
| 17   | 2009年2月6日  | ISBN 978-4-253-20999-1 | -        | -      | -          | -          |
| 18   | 2009年5月8日  | ISBN 978-4-253-21000-3 | -        | -      | -          | -          |
| 19   | 2009年7月8日  | ISBN 978-4-253-21007-2 | -        | -      | -          | -          |
| 20   | 2009年10月8日 | ISBN 978-4-253-21008-9 | -        | -      | -          | -          |
| 21   | 2009年12月8日 | ISBN 978-4-253-21009-6 | -        | -      | -          | -          |
| 22   | 2010年2月8日  | ISBN 978-4-253-21010-2 | -        | -      | -          | -          |
| 23   | 2010年4月8日  | ISBN 978-4-253-21017-1 | -        | -      | -          | -          |
| 24   | 2010年6月8日  | ISBN 978-4-253-21018-8 | -        | -      | -          | -          |
| 25   | 2010年9月8日  | ISBN 978-4-253-21019-5 | -        | -      | -          | -          |
| 26   | 2010年11月8日 | ISBN 978-4-253-21020-1 | -        | -      | -          | -          |
| 27   | 2011年1月7日  | ISBN 978-4-253-21040-9 | -        | -      | -          | -          |
| 28   | 2011年4月7日  | ISBN 978-4-253-21103-1 | -        | -      | -          | -          |
| 29   | 2011年6月8日  | ISBN 978-4-253-21104-8 | -        | -      | -          | -          |
| 30   | 2011年8月8日  | ISBN 978-4-253-21105-5 | -        | -      | -          | -          |
| 31   | 2011年10月7日 | ISBN 978-4-253-21106-2 | -        | -      | -          | -          |
| 32   | 2011年12月8日 | ISBN 978-4-253-21107-9 | -        | -      | -          | -          |
| 33   | 2012年2月8日  | ISBN 978-4-253-21108-6 | -        | -      | -          | -          |
| 34   | 2012年5月8日  | ISBN 978-4-253-21109-3 | -        | -      | -          | -          |
| 35   | 2012年7月6日  | ISBN 978-4-253-21110-9 | -        | -      | -          | -          |
| 36   | 2012年9月7日  | ISBN 978-4-253-21116-1 | -        | -      | -          | -          |
| 37   | 2012年10月5日 | ISBN 978-4-253-21117-8 | -        | -      | -          | -          |

刃牙道
| 冊數 | 秋田書店      | 秋田書店                                      | 玉皇朝         | 玉皇朝                 | 長鴻出版社     | 長鴻出版社             |
| 冊數 | 發售日期      | ISBN                                          | 發售日期       | ISBN                   | 發售日期       | ISBN                   |
| ---- | ------------- | --------------------------------------------- | -------------- | ---------------------- | -------------- | ---------------------- |
| 1    | 2014年5月8日  | ISBN 978-4-253-22341-6                        | 2014年7月29日  | ISBN 978-988-8302-33-8 | 2015年9月12日  | ISBN 978-957-516-806-3 |
| 2    | 2014年8月8日  | ISBN 978-4-253-22342-3                        | 2014年9月30日  | ISBN 978-988-8302-58-1 | 2016年4月4日   | ISBN 978-957-516-955-8 |
| 3    | 2014年11月7日 | ISBN 978-4-253-22343-0                        | 2015年1月23日  | ISBN 978-988-8302-92-5 | 2017年9月21日  | ISBN 978-986-474-485-5 |
| 4    | 2015年1月8日  | ISBN 978-4-253-22344-7                        | 2015年4月1日   | ISBN 978-988-8326-08-2 | 2018年9月21日  | ISBN 978-986-474-868-6 |
| 5    | 2015年3月6日  | ISBN 978-4-253-22345-4                        | 2015年5月19日  | ISBN 978-988-8326-29-7 | 2018年11月16日 | ISBN 978-986-474-917-1 |
| 6    | 2015年6月8日  | ISBN 978-4-253-22346-1                        | 2015年7月30日  | ISBN 978-988-8326-62-4 | 2019年4月19日  | ISBN 978-986-504-065-9 |
| 7    | 2015年8月7日  | ISBN 978-4-253-22347-8                        | 2015年10月5日  | ISBN 978-988-8326-81-5 | 2019年5月24日  | ISBN 978-986-504-132-8 |
| 8    | 2015年10月8日 | ISBN 978-4-253-22348-5                        | 2015年11月28日 | ISBN 978-988-8379-00-2 | 2019年9月20日  | ISBN 978-986-504-239-4 |
| 9    | 2016年1月8日  | ISBN 978-4-253-22349-2                        | 2016年3月19日  | ISBN 978-988-8379-28-6 |                |                        |
| 10   | 2016年3月8日  | ISBN 978-4-253-22350-8                        | 2016年4月18日  | ISBN 978-988-8379-40-8 |                |                        |
| 11   | 2016年5月6日  | ISBN 978-4-253-22351-5                        | 2016年6月23日  | ISBN 978-988-8379-54-5 |                |                        |
| 12   | 2016年7月8日  | ISBN 978-4-253-22352-2                        | 2016年8月23日  | ISBN 978-988-8379-68-2 |                |                        |
| 13   | 2016年9月8日  | ISBN 978-4-253-22353-9                        | 2016年10月13日 | -                      |                |                        |
| 14   | 2016年12月6日 | ISBN 978-4-253-22354-6 ISBN 978-4-253-18193-8 | 2017年1月19日  | ISBN 978-988-8379-97-2 |                |                        |
| 15   | 2017年1月6日  | ISBN 978-4-253-22355-3                        | 2017年3月1日   | ISBN 978-988-8436-07-1 |                |                        |
| 16   | 2017年4月7日  | ISBN 978-4-253-22356-0                        | 2017年6月27日  | ISBN 978-988-8436-31-6 |                |                        |
| 17   | 2017年6月8日  | ISBN 978-4-253-22357-7                        | 2017年8月30日  | ISBN 978-988-8436-51-4 |                |                        |
| 18   | 2017年9月7日  | ISBN 978-4-253-22358-4                        | 2017年11月28日 | ISBN 978-988-8436-83-5 |                |                        |
| 19   | 2017年11月8日 | ISBN 978-4-253-22359-1                        | 2018年1月30日  | ISBN 978-988-8436-98-9 |                |                        |
| 20   | 2018年2月8日  | ISBN 978-4-253-22360-7                        | 2018年5月4日   | ISBN 978-988-8507-10-8 |                |                        |
| 21   | 2018年4月6日  | ISBN 978-4-253-22361-4                        | 2018年8月28日  | ISBN 978-988-8507-54-2 |                |                        |
| 22   | 2018年6月8日  | ISBN 978-4-253-22362-1                        | 2018年10月2日  | ISBN 978-988-8507-61-0 |                |                        |

刃牙道II
| 冊數 | 秋田書店      | 秋田書店               |
| 冊數 | 發售日期      | ISBN                   |
| ---- | ------------- | ---------------------- |
| 1    | 2019年3月8日  | ISBN 978-4-253-22363-8 |
| 2    | 2019年3月8日  | ISBN 978-4-253-22364-5 |
| 3    | 2019年7月8日  | ISBN 978-4-253-22365-2 |
| 4    | 2019年11月8日 | ISBN 978-4-253-22366-9 |
| 5    | 2020年3月6日  | ISBN 978-4-253-22367-6 |
| 6    | 2020年7月8日  | ISBN 978-4-253-22368-3 |
| 7    | 2020年10月8日 | ISBN 978-4-253-22369-0 |
| 8    | 2021年1月8日  | ISBN 978-4-253-22370-6 |
| 9    | 2021年5月7日  | ISBN 978-4-253-22375-1 |
| 10   | 2021年7月8日  | ISBN 978-4-253-22399-7 |
| 11   | 2021年10月8日 | ISBN 978-4-253-22400-0 |
| 12   | 2022年1月7日  | ISBN 978-4-253-28122-5 |
| 13   | 2022年5月6日  | ISBN 978-4-253-28123-2 |
| 14   | 2022年9月6日  | ISBN 978-4-253-28124-9 |
| 15   | 2023年2月8日  | ISBN 978-4-253-28125-6 |
| 16   | 2023年5月8日  | ISBN 978-4-253-28126-3 |
| 17   | 2023年9月7日  | ISBN 978-4-253-28127-0 |

刃牙總動員
| 冊數 | 秋田書店      | 秋田書店               |
| 冊數 | 發售日期      | ISBN                   |
| ---- | ------------- | ---------------------- |
| 1    | 2024年4月8日  | ISBN 978-4-253-28421-9 |
| 2    | 2024年8月7日  | ISBN 978-4-253-28422-6 |
| 3    | 2024年12月6日 | ISBN 978-4-253-28423-3 |
| 4    | 2025年4月8日  | ISBN 978-4-253-28424-0 |

### 相關書籍
刃牙
刃牙Fighting
- 2001年4月26日發行、ISBN 978-4-253-13260-2（秋田書店）

刃牙II
刃牙II ultimate book FIGHTING SIDE 青龍之書

- 2004年8月26日發行、ISBN 978-4-253-20142-1

刃牙II ultimate book GRAPPLER SIDE 白虎之書

- 2004年8月26日發行、ISBN 978-4-253-20141-4

### 外傳作品
刃牙外傳 - 疵面
| 作畫：山内雪奈生 | 作畫：山内雪奈生 | 作畫：山内雪奈生       | 作畫：山内雪奈生 | 作畫：山内雪奈生 | 作畫：山内雪奈生 | 作畫：山内雪奈生       |
| 冊數             | 秋田書店         | 秋田書店               | 玉皇朝           | 玉皇朝           | 長鴻出版社       | 長鴻出版社             |
| 冊數             | 發售日期         | ISBN                   | 發售日期         | ISBN             | 發售日期         | ISBN                   |
| ---------------- | ---------------- | ---------------------- | ---------------- | ---------------- | ---------------- | ---------------------- |
| 1                | 2005年8月20日    | ISBN 4-253-23171-3     | 2006年9月29日    | -                | 2006年5月17日    | ISBN 978-626-004-582-1 |
| 2                | 2006年3月8日     | ISBN 4-253-23172-1     | 2006年11月2日    | -                | 2006年6月20日    | ISBN 978-626-004-583-8 |
| 3                | 2006年11月20日   | ISBN 4-253-23173-X     | 2007年1月6日     | -                | 2007年2月12日    | ISBN 978-626-004-584-5 |
| 4                | 2007年10月19日   | ISBN 978-4-253-23174-9 | 2008年1月2日     | -                | 2008年3月10日    | ISBN 978-626-004-585-2 |
| 5                | 2009年5月8日     | ISBN 978-4-253-23175-6 | 2009年11月16日   | -                | 2009年8月13日    | ISBN 978-626-004-586-9 |
| 6                | 2015年6月8日     | ISBN 978-4-253-23781-9 | 不適用           | 不適用           | 2018年11月7日    | ISBN 978-626-004-587-6 |
| 7                | 2016年2月8日     | ISBN 978-4-253-23782-6 | 不適用           | 不適用           | 2019年5月15日    | ISBN 978-626-004-588-3 |
| 8                | 2019年2月8日     | ISBN 978-4-253-23783-3 | 不適用           | 不適用           | 2019年10月16日   | ISBN 978-626-004-589-0 |

刃牙外傳 ~ 創面 ~
| 作畫：山内雪奈生、協力：浦秀光 | 作畫：山内雪奈生、協力：浦秀光 | 作畫：山内雪奈生、協力：浦秀光 | 作畫：山内雪奈生、協力：浦秀光 | 作畫：山内雪奈生、協力：浦秀光 | 作畫：山内雪奈生、協力：浦秀光 | 作畫：山内雪奈生、協力：浦秀光 |
| 冊數                           | 秋田書店                       | 秋田書店                       | 玉皇朝                         | 玉皇朝                         | 長鴻出版社                     | 長鴻出版社                     |
| 冊數                           | 發售日期                       | ISBN                           | 發售日期                       | ISBN                           | 發售日期                       | ISBN                           |
| ------------------------------ | ------------------------------ | ------------------------------ | ------------------------------ | ------------------------------ | ------------------------------ | ------------------------------ |
| 1                              | 2013年1月8日                   | ISBN 978-4-253-13261-9         | 2013年4月3日                   | -                              | 2013年11月21日                 | ISBN 978-626-004-355-1         |
| 2                              | 2013年6月7日                   | ISBN 978-4-253-13262-6         | 2013年7月17日                  | -                              | 2014年10月1日                  | ISBN 978-626-004-356-8         |
| 3                              | 2014年1月8日                   | ISBN 978-4-253-13263-3         | 2014年5月9日                   | -                              | 2015年3月4日                   | ISBN 978-626-004-357-5         |

刃牙外傳 ~ 拳刃 ~
| 作畫：宮谷拳豪、協力：浦秀光 | 作畫：宮谷拳豪、協力：浦秀光 | 作畫：宮谷拳豪、協力：浦秀光 | 作畫：宮谷拳豪、協力：浦秀光 | 作畫：宮谷拳豪、協力：浦秀光 |
| 冊數                         | 秋田書店                     | 秋田書店                     | 長鴻出版社                   | 長鴻出版社                   |
| 冊數                         | 發售日期                     | ISBN                         | 發售日期                     | ISBN                         |
| ---------------------------- | ---------------------------- | ---------------------------- | ---------------------------- | ---------------------------- |
| 1                            | 2014年1月8日                 | ISBN 978-4-253-23621-8       | 2014年8月20日                | ISBN 978-957-516-441-6       |

刃牙 ~ 豪仔 ~
| 作畫：齋藤直葵 | 作畫：齋藤直葵 | 作畫：齋藤直葵         | 作畫：齋藤直葵 | 作畫：齋藤直葵         |
| 冊數           | 秋田書店       | 秋田書店               | 長鴻出版社     | 長鴻出版社             |
| 冊數           | 發售日期       | ISBN                   | 發售日期       | ISBN                   |
| -------------- | -------------- | ---------------------- | -------------- | ---------------------- |
| 1              | 2013年2月8日   | ISBN 978-4-253-22056-9 | 2013年11月21日 | ISBN 978-626-000-518-4 |
| 2              | 2013年10月8日  | ISBN 978-4-253-22057-6 | 2014年3月8日   | ISBN 978-626-000-519-1 |
| 3              | 2015年1月8日   | ISBN 978-4-253-22058-3 | 不適用         | 不適用                 |

刃牙外傳 遊樂園
原為知名日本小說家夢枕獏撰寫的外傳小說，於週刊少年Champion的2018年第25期（2018年5月17日發行）到2021年第48期（2021年10月30日發行）連載，其中繪製插畫的藤田勇利亞於2022年第16期（2022年3月17日發行）開始連載漫畫版，至今仍連載中。以下為其出版小說及漫畫列表。
| 小說：夢枕獏、插畫：藤田勇利亞 | 小說：夢枕獏、插畫：藤田勇利亞 | 小說：夢枕獏、插畫：藤田勇利亞 |
| 冊數                           | 秋田書店                       | 秋田書店                       |
| 冊數                           | 發售日期                       | ISBN                           |
| ------------------------------ | ------------------------------ | ------------------------------ |
| 1                              | 2020年10月8日                  | ISBN 978-4-253-10761-7         |
| 2                              | 2021年1月8日                   | ISBN 978-4-253-10762-4         |
| 3                              | 2021年5月7日                   | ISBN 978-4-253-10763-1         |
| 4                              | 2021年11月8日                  | ISBN 978-4-253-10944-4         |
| 5                              | 2022年2月8日                   | ISBN 978-4-253-10945-1         |
| 作畫：藤田勇利亞               |                                |                                |
| 冊數                           | 秋田書店                       | 秋田書店                       |
| 冊數                           | 發售日期                       | ISBN                           |
| 1                              | 2022年9月8日                   | ISBN 978-4-253-29195-8         |
| 2                              | 2023年2月8日                   | ISBN 978-4-253-29196-5         |
| 3                              | 2023年7月6日                   | ISBN 978-4-253-29197-2         |
| 4                              | 2023年12月7日                  | ISBN 978-4-253-29198-9         |
| 5                              | 2024年5月8日                   | ISBN 978-4-253-29199-6         |

刃牙外傳 烈海王對於轉生異世界一向是無所謂的
| 原作：猪原賽、漫畫：陸井榮史 | 原作：猪原賽、漫畫：陸井榮史 | 原作：猪原賽、漫畫：陸井榮史 |
| 冊數                         | 秋田書店                     | 秋田書店                     |
| 冊數                         | 發售日期                     | ISBN                         |
| ---------------------------- | ---------------------------- | ---------------------------- |
| 1                            | 2021年5月7日                 | ISBN 978-4-253-29211-5       |
| 2                            | 2021年6月8日                 | ISBN 978-4-253-29212-2       |
| 3                            | 2021年10月8日                | ISBN 978-4-253-29213-9       |
| 4                            | 2022年3月8日                 | ISBN 978-4-253-29214-6       |
| 5                            | 2022年6月8日                 | ISBN 978-4-253-29215-3       |
| 6                            | 2022年11月8日                | ISBN 978-4-253-29216-0       |
| 7                            | 2023年3月8日                 | ISBN 978-4-253-29217-7       |
| 8                            | 2023年6月8日                 | ISBN 978-4-253-29218-4       |
| 9                            | 2023年11月8日                | ISBN 978-4-253-29219-1       |
| 10                           | 2024年3月7日                 | ISBN 978-4-253-29220-7       |
| 11                           | 2024年6月7日                 | ISBN 978-4-253-29244-3       |

刃牙外傳 凱亞與西可爾斯基 ~ 有時候是野村雖為兩人的三人生活 ~
| 漫畫：林たかあき | 漫畫：林たかあき | 漫畫：林たかあき       |
| 冊數             | 秋田書店         | 秋田書店               |
| 冊數             | 發售日期         | ISBN                   |
| ---------------- | ---------------- | ---------------------- |
| 1                | 2023年3月8日     | ISBN 978-4-253-29416-4 |
| 2                | 2023年6月8日     | ISBN 978-4-253-29417-1 |
| 3                | 2023年11月8日    | ISBN 978-4-253-29418-8 |
| 4                | 2024年3月7日     | ISBN 978-4-253-29419-5 |
| 5                | 2024年6月7日     | ISBN 978-4-253-29420-1 |

刃牙外傳 花之千春
| 漫畫：尾松知和 | 漫畫：尾松知和 | 漫畫：尾松知和         |
| 冊數           | 秋田書店       | 秋田書店               |
| 冊數           | 發售日期       | ISBN                   |
| -------------- | -------------- | ---------------------- |
| 1              | 2023年11月8日  | ISBN 978-4-253-32261-4 |
| 2              | 2024年4月18日  | ISBN 978-4-253-32262-1 |

## OVA
1994年由東映影片製作發佈，歸類為東映VANIME的OVA動畫作品。全1卷。改編自原作的神心會空手比賽的末堂戰、地下鬥技場內鎬昂昇戰的開放式比賽等篇章所構成。由於全篇約45分片長的時間限制，刪減角色、加上集數篇幅不多，勉強表達出連載初期時的畫風與表現風格。
聲音特別演出分別為：當時格鬥界的寵兒佐竹雅昭、刃牙主人公的原型平直行及原作者板垣惠介。

### 製作團隊
- 原作 - 板垣惠介（秋田書店 連載）
- 監督、分鏡、演出 - 浅田裕二
- 腳本 - 荒木芳久
- 人物設計、作畫監督 - 馬越嘉彦
- 色彩設定 - 成田賢二
- 美術監督 - 長尾仁
- 撮影監督 - 森口洋輔
- 音響監督 - 小松亘弘
- 音樂 - 齊藤高弘
- 製作人 - 瀬戶恒雄、安田千秋
- 製作 - Nak映画

### 主題曲
《刃牙のテーマ》
作詞・作曲 - 村上淳 / 歌 - 水谷保

### 演出者
- 範馬刃牙 - 山口勝平
- 愚地獨步 - 飯塚昭三
- 鎬昴昇 - 鹽澤兼人
- 末堂厚 - 戸谷公次
- 徳川光成 - 龍田直樹
- 加藤清澄 - 田中和実
- 松本梢江 - 冬馬由美
- 松本絹代 - 高木早苗
- Ring Ana - 平野正人
- 久隅公平 - 中尾巖雄
- 龍金剛 - 川津泰彦
- 付人 - 松丸卓也
- 護衛 - 田中一成
- 武闘家 - 石川英郎
- 旁白 - 島田敏

特別演出
- 師範 - 佐竹雅昭
- 審判 - 平直行
- 選手A - 板垣惠介

## 電視動畫

### 第1作 刃牙（）
2001年1月8日到12月24日期間於東京電視台深夜動畫時段播出。
動畫劇情改編自漫畫第1部正傳作品《刃牙》，沒有按照原作的時間線，而是順著刃牙成長的過程改為以「幼年篇」開始，結束後銜接到「地下鬥技場篇」中加藤清澄觀戰刃牙與鎬昂昇、泰山斗羽和鎬紅葉的對戰，也因為如此改動省略了一些漫畫中的細節，如刃牙在原作的第一場與末堂厚的對戰，以及許多與花田純一相關的劇情等。
25話開始進入漫畫第1部的最大武道會篇，標題變更為《刃牙 最大格鬥篇》，主題曲和製作人員皆有變動。

#### 製作人員
- 原作 - 板垣恵介
- 監督 - 難波日登志（第1話 - 第24話）、谷田部勝義（第25話 - 第48話）
- 系列構成 - 冨岡淳広
- 人物設計、總作畫監督 - 東出太（第1話 - 第24話）、伊藤尚往（第25話 - 第48話）
- 美術監督 - 明石聖子
- 色彩設計 - 斎藤裕子（第1話 - 第24話）、長谷川一美（第25話 - 第48話）
- 數位撮影監督 - 館信一郎
- 編輯 - 古川雅士
- 音響監督 - 高橋秀雄
- 音樂 - Project BAKI
- 監察人 - 金子政路（第1話 - 第24話）、寺沢久紀・勝又淳（第25話 - 第48話）
- 製作人 - 大倉宏俊
- 動畫製作人 - 川人憲治郎
- 動畫製作 - Group Tac
- 製作 - Free-Will

#### 主題曲
下列歌曲皆由Project BAKI作詞和作曲，並由青柳涼子演唱。
片頭曲
「哀 believe」（第1話 - 第24話）
「all alone」（第25話 - 第48話）
片尾曲
「Reborn」（第1話 - 第24話）
「loved...」（第25話 - 第48話）

#### 各話列表
| 話數         | 日文標題 | 中文標題       | 劇本                                             | 分鏡       | 演出              | 作画監督   |
| 幼年篇       | 幼年篇   | 幼年篇         | 幼年篇                                           | 幼年篇     | 幼年篇            | 幼年篇     |
| ------------ | -------- | -------------- | ------------------------------------------------ | ---------- | ----------------- | ---------- |
| 第1話        |          | 宿命的胎動     | 冨岡淳広                                         | 難波日登志 | 増井壮一          | 東出太     |
| 第2話        |          | 蠢動者們       | 冨岡淳広                                         |            | 木宮茂            | 原田峰文   |
| 第3話        |          | 夜叉岩的魔獸   | 十川誠志                                         | 横山広行   | 斉藤浩信          |            |
| 第4話        |          | 牙與羈絆       | 植田浩二                                         | 日巻裕二   | 下司泰弘          | 佐藤雅将   |
| 第5話        |          | 戰士心         | 高橋奈津子                                       |            | 岩崎太郎          | 佐佐木敦子 |
| 第6話        |          | 俠客行         | 冨岡淳広                                         | 吉川浩司   | 中井準            |            |
| 第7話        |          | 握擊！         | 植田浩二                                         | 阿部雅司   | 中島弘明          | 服部憲知   |
| 第8話        |          | 魔鬼           | 冨岡淳広                                         |            | 木宮茂            | 原田峰文   |
| 第9話        |          | 訣別           | 高橋奈津子                                       | 横山広行   | 栗井重紀          |            |
| 第10話       |          | 戰場           | 十川誠志                                         | 東海林真一 | 下司泰弘          | 佐藤雅将   |
| 第11話       |          | 凱亞           | 志茂文彦                                         |            | 岩崎太郎          | 佐佐木敦子 |
| 第12話       |          | 齒痕           | 高橋奈津子                                       | 吉川浩司   | 中井準            |            |
| 第13話       |          | 挑戰           | 植田浩二                                         | 木宮茂     | 原田峰文          |            |
| 第14話       |          | 夢過之後       | 志茂文彦                                         | 難波日登志 | 中島弘明          | 服部憲知   |
| 第15話       |          | 那傢伙         | 冨岡淳広、十川誠志 植田浩二、高橋奈津子 志茂文彦 | 難波日登志 | 山里亜希          | 東出太     |
| 地下鬥技場篇 |          |                |                                                  |            |                   |            |
| 第16話       |          | 往聖地之道     | 十川誠志                                         |            | 横山広行          | 栗井重紀   |
| 第17話       |          | 集結           | 冨岡淳広                                         | 日巻裕二   | 佐藤雅将          |            |
| 第18話       |          | 扭斷           | 志茂文彦                                         | 岩崎太郎   | 佐佐木敦子        |            |
| 第19話       |          | 對戰者         | 植田浩二                                         | 吉川浩司   | 中井準            |            |
| 第20話       |          | 榮譽的敗北     | 十川誠志                                         | 伊藤尚往   | 中島弘明          | 服部憲知   |
| 第21話       |          | 殺傷本能       | 高橋奈津子                                       |            | 木宮茂            | 原田峰文   |
| 第22話       |          | 兩雄激突       | 冨岡淳広                                         | 下司泰弘   | 板垣伸            | 栗井重紀   |
| 第23話       |          | 武神，死神     | 十川誠志                                         |            | 日巻裕二          | 佐藤雅将   |
| 第24話       |          | 惡魔的報酬     | 志茂文彦                                         | 岩崎太郎   | 佐佐木敦子        |            |
| 最大格鬥篇   |          |                |                                                  |            |                   |            |
| 第25話       |          | 開始！         | 谷田部勝義                                       | 谷田部勝義 | 吉川浩司          | 服部憲知   |
| 第26話       |          | 超A級天王      | あべけん                                         | 吉川浩司   | 楠田悟            | 崔景石     |
| 第27話       |          | 終極目標       | 田中哲生                                         |            | 木宮茂            | 原田峰文   |
| 第28話       |          | 王者降臨       | 鈴木達也                                         | 板垣伸     | 粟井重紀          |            |
| 第29話       |          | 與他戰鬥的權利 | 山田靖智                                         | 中島弘明   | 久行宏和          |            |
| 第30話       |          | 達人           | 山田靖智                                         | 岩崎太郎   | 宗崎暢芳          |            |
| 第31話       |          | 超越者         | 鈴木達也                                         | 吉川浩司   | 佐藤雅将          |            |
| 第32話       |          | 不能輸的理由   | あべけん                                         | 上條修     | 藤本義孝          | 崔景石     |
| 第33話       |          | 武人對俠客     | 田中哲生                                         |            | 木宮茂            | 原田峰文   |
| 第34話       |          | 戰鬥者         | 鈴木達也                                         | 板垣伸     | 粟井重紀          |            |
| 第35話       |          | 牙             | あべけん                                         | 中島弘明   | 久行宏和          |            |
| 第36話       |          | 究極！愚地流   | 田中哲生                                         | 岩崎太郎   | 宗崎暢芳          |            |
| 第37話       |          | 集體獵殺       | 山田靖智                                         | 吉川浩司   | 井上哲            |            |
| 第38話       |          | 摔角比賽       | あべけん                                         | 上條修     | 上野史博          | 崔慶碩     |
| 第39話       |          | 悲運！音速拳   | 田中哲生                                         |            | 木宮茂            | 原田峰文   |
| 第40話       |          | 捨棄未來的男人 | 鈴木達也                                         | 板垣伸     | 粟井重紀 大木賢一 |            |
| 第41話       |          | 獨步，活躍！   | 山田靖智                                         | 中島弘明   | 佐藤雅将          |            |
| 第42話       |          | 繼承者         | あべけん                                         | 谷田部勝義 | 木宮茂            | 宗崎暢芳   |
| 第43話       |          | 達人VS怪物     | 鈴木達也                                         |            | 吉川浩司          | 久行宏和   |
| 第44話       |          | 決勝           | 田中哲生                                         | 谷田部勝義 | 中島弘明          | 李炫姃     |
| 第45話       |          | 越南秘密之戰   | 田中哲生                                         | 上條修     | 上野史博          | 崔慶碩     |
| 第46話       |          | 進化的天才     | 山田靖智                                         |            | 木宮茂            | 原田峰文   |
| 第47話       |          | 決著           | 山田靖智                                         | 中島弘明   | 佐藤雅将          |            |
| 第48話       |          | 邂逅           | あべけん                                         | 木宮茂     | 原田峰文          |            |

### 第2作 刃牙（）
《刃牙》系列25週年紀念而製作的動畫，旁白由古谷徹擔當。第1期劇情涵蓋漫畫第2部的「最凶死刑犯篇」，第2期則是「中國大擂台篇」和「神之子激突篇」。
雖然是原作漫畫第2部《刃牙II》的動畫化，但與第1部《刃牙》製作時間相隔久遠，且原文日文並沒有用「II」來指稱第2部作品，故中文仍譯為「刃牙」，容易被誤以為是電視動畫第1作。

#### 製作人員
- 原作 - 板垣恵介[13]
- 監督 - 平野俊貴[13]
- 系列構成 - 浦畑達彦[13]
- 人物設計 - 鈴木藤雄[13]
- 美術設定、美術監督 - 河野次郎、大石ノリコ[12]
- 色彩設計 - 宮脇裕美[12]
- 攝影監督 - 野口龍生[12]
- 編輯 - 佐野由里子[12]
- 音響監督 - 浦上靖之、浦上慶子[12]
- 音響效果 - 庄司雅弘（Fizz Sound Creation）
- 音響制作 - AUDIO PLANNING U
- 音樂 - 藤澤健至[12]
- 主要製作人 - 小島哲
- 製作人 - 綿引圭、横井佑来
- 動畫製作 - TMS娛樂[12]
- 製作 - 刃牙製作委員会[12]

#### 主題曲
第1期
片頭曲
「BEASTFUL」（第1話－第13話）
填詞：谷山紀章，作曲、編曲：飯塚昌明，主唱：GRANRODEO
「The Gong of Knockout」（第14話－第26話）
填詞、作曲、主唱：Fear, and Loathing in Las Vegas
片尾曲
「RESOLVE」（第1話－第13話）
填詞：唐澤美帆，作曲、編曲：神田ジョン，主唱：田所梓
「BEAUTIFUL BEAST」（第14話－第26話）
填詞：Y.O.G.、KEN THE 390，作曲：TAKESHI UEDA，主唱：DEVIL NO ID
第2期
片頭曲
主唱：GRANRODEO
片尾曲「DEAD STROKE」
主唱：藤田惠名

#### 各話列表
| 話數                    | 日文標題            | 中文標題         | 劇本     | 分鏡         | 演出              | 作畫監督                                                                                   | 總作畫監督                |
| 第1期                   | 第1期               | 第1期            | 第1期    | 第1期        | 第1期             | 第1期                                                                                      | 第1期                     |
| ----------------------- | ------------------- | ---------------- | -------- | ------------ | ----------------- | ------------------------------------------------------------------------------------------ | ------------------------- |
| 第1話                   |                     | 共時性           | 平野俊貴 | 平野俊貴     | 齋藤啟也          | 高鉾誠                                                                                     | 高鉾誠 鈴木藤雄           |
| 第2話                   |                     | 黑武術           | 平野俊貴 | 平野俊貴     | 齋藤啟也          | Joo hyunwoo、Lee Seokyoon                                                                  | 鈴木藤雄                  |
| 第3話                   | 来た！来た!!来た!!! | 來了！！！       | 浦畑達彦 | 奧村吉昭     | Alan Smithee      | Zang youshick                                                                              | 藤﨑賢二                  |
| 第4話                   |                     | 戰鬥開始         | 浦畑達彦 | 内藤明吾     | 古賀一臣          | Joo hyunwoo、Lee Seokyoon                                                                  | 藤﨑賢二                  |
| 第5話                   |                     | 還要再來嗎？     | 浦畑達彦 | 平野俊貴     | 松川朋弘          | 高鉾誠、坂上怜司                                                                           | 高鉾誠                    |
| 第6話                   |                     | 片平警官的報告書 | 浦畑達彦 | 佐藤真人     | 黑田幸生          | AN TAEKUN                                                                                  | 藤﨑賢二                  |
| 第7話                   |                     | 最強隊伍         | 山田健一 | 中村謙一郎   | 小野田雄亮        | 福田紀之                                                                                   | 福田紀之                  |
| 第8話                   |                     | 比試與戰鬥       | 犬飼和彦 | 奧村吉昭     | 宮原秀二          | 高鉾誠、南伸一郎                                                                           | 高鉾誠                    |
| 第9話                   |                     | 神心會激怒       | 砂山藏澄 | 中村謙一郎   | 黒田幸生          | 南伸一郎、ZANG YOUSHICK                                                                    | 藤﨑賢二、高鉾誠 福田紀之 |
| 第10話                  |                     | 空中決戰         | 浦畑達彦 | 齊藤啟也     | 齊藤啟也          | 坂上怜司                                                                                   | 藤﨑賢二                  |
| 第11話                  |                     | 虎煞             | 山田健一 | 佐藤真二     | 藤本義孝          | Min Hyeon Suk                                                                              | 高鉾誠                    |
| 第12話                  |                     | 糖果             | 犬飼和彦 | 佐野隆史     | 松川朋弘          | 福田紀之、次橋有紀                                                                         | 藤﨑賢二 福田紀之         |
| 第13話                  |                     | 奧利弗先生       | 砂山藏澄 | 中村謙一郎   | 小野田雄亮        | 石堂伸晴                                                                                   | 高鉾誠                    |
| 第14話                  |                     | 不被允許的自由   | 浦畑達彦 | 松川朋弘     | 粟井重紀          | 大西陽一、南伸一郎 菅井嘉浩、森田實                                                        | 藤﨑賢二                  |
| 第15話                  |                     | 超肌力           | 山田健一 | 中村謙一郎   | 黑田幸生          | 福田紀之、大川美穗子 尾島千鶴、齊藤和也                                                    | 福田紀之                  |
| 第16話                  |                     | 斬撃             | 犬飼和彦 | 佐藤真二     | 藤本義孝          | Zang youshick                                                                              | 藤﨑賢二                  |
| 第17話                  |                     | 父親！！         | 砂山藏澄 | 平野俊貴     | 齊藤啟也          |                                                                                            | 高鉾誠                    |
| 第18話                  |                     | 謝謝             | 浦畑達彦 | 齊藤啟也     | 齊藤啟也          | 三浦雅子、高橋成之 新谷憲                                                                  | 藤﨑賢二                  |
| 第19話                  |                     | 認敗             | 山田健一 | 松川朋弘     | 土屋康郎          | 石川晋吾                                                                                   | 石川晋吾                  |
| 第20話                  |                     | 傳說             | 犬飼和彦 | 平野俊貴     | 松川朋弘          | 小美野雅彦、福田周平                                                                       | 不適用                    |
| 第21話                  |                     | 制裁             | 砂山藏澄 | 奧村吉昭     | 黑田幸生          | 三浦雅子、次橋有紀 福田紀之、坂上怜司                                                      | 高鉾誠                    |
| 第22話                  |                     | 超強對決         | 浦畑達彦 | 齋藤啓也     | 小野田雄亮        | 石堂伸晴                                                                                   | 藤﨑賢二                  |
| 第23話                  |                     | 真正的攻擊       | 山田健一 | 佐野隆史     | 鍋島修            | 宮西多麻子、村谷貴志 小美戶幸代、次橋有紀                                                  | 高鉾誠                    |
| 第24話                  |                     | 敗北             | 犬飼和彦 | 齊藤啟也     | 佐佐木純人        | 大西陽一、南伸一郎 服部益實、 Larc                                                         | 藤﨑賢二                  |
| 第25話                  |                     | 神與鬼           | 砂山藏澄 |              | 土屋康郎          | 高鉾誠                                                                                     | 高鉾誠                    |
| 第26話                  |                     | 大擂台賽         | 浦畑達彦 | 平野俊貴     | 齊藤啟也          | 福田紀之、坂上怜司 次橋有紀、三浦雅子                                                      | 藤﨑賢二 鈴木藤雄         |
| 第2期「大擂台賽的傳說」 |                     |                  |          |              |                   |                                                                                            |                           |
| 第1話                   |                     | 開幕！大擂台賽   | 浦畑達彦 | 平野俊貴     | 齊藤啓也          | 藤﨑賢二                                                                                   | 藤﨑賢二                  |
| 第2話                   |                     | 情勢扭轉         | 浦畑達彦 | 平野俊貴     | 齊藤啓也          | 石川晋吾                                                                                   | 石川晋吾                  |
| 第3話                   |                     | 復活！           | 山田健一 | 齊藤啓也     | 土屋康郎          | ふくだのりゆき                                                                             | 不適用                    |
| 第4話                   |                     | 結盟！           | 浦畑達彦 | サトウシンジ | 小野田雄亮        | 石堂伸晴                                                                                   | 藤﨑賢二                  |
| 第5話                   |                     | 口袋             | 山田健一 | 齊藤啓也     | 齊藤啓也          | 坂上怜司                                                                                   | 不適用                    |
| 第6話                   |                     | 太厲害了！       | 砂山蔵澄 | 博多正寿     | 博多正寿          | 青木真理子、粟井重紀 鎌田均、金正男 寺井佳史、服部憲知 平山円、三沢聖矢 水野辰哉、八木元喜 | 藤﨑賢二                  |
| 第7話                   |                     | 海皇             | 浦畑達彦 | 齊藤啓也     | おゆなむ 森友宏樹 | Kwon Yong sang、Pank Sanho なつのはむと                                                    | 藤﨑賢二                  |
| 第8話                   |                     | 最強的稱號       | 山田健一 | 齊藤啓也     | 齊藤啓也          | 石川晋吾、三浦雅子 ふくだのりゆき                                                          | 石川晋吾                  |
| 第9話                   |                     | 達人對拳擊手     | 砂山蔵澄 | 博多正寿     | 小野田雄亮        | 石堂伸晴                                                                                   | 藤﨑賢二                  |
| 第10話                  | stand and fight     | 起身戰鬥         | 浦畑達彦 | 齊藤啓也     | 土屋康郎          | 坂上怜司                                                                                   | 不適用                    |
| 第11話                  |                     | 覺醒             | 山田健一 | 博多正寿     | 博多正寿          | 大野勉、ふくだのりゆき                                                                     | 不適用                    |
| 第12話                  |                     | 完結             | 砂山蔵澄 | 平野俊貴     | 齊藤啓也          | 坂本ひろみ、高鉾誠                                                                         | 石川晋吾                  |
| 第13話                  | REVENGE TOKYO       | 東京復仇         | 浦畑達彦 | 平野俊貴     | 齊藤啓也          | 藤﨑賢二、三浦雅子 次橋有紀                                                                | 藤﨑賢二                  |

#### 播放電視台
| 播放日期                | 播放時間           | 播放電視台   | 播放地區 | 備註 |
| ----------------------- | ------------------ | ------------ | -------- | ---- |
| 2018年7月2日 - 12月24日 | 星期一 0:30 - 1:00 | TOKYO MX     | 東京都   |      |
|                         | 星期一 1:00 - 1:30 | SUN電視台    | 兵庫縣   |      |
| 2018年7月3日 - 12月25日 | 星期二 3:00 - 3:30 | TVQ九州放送  | 福岡縣   |      |
| 2018年7月4日 - 12月26日 | 星期三 2:05 - 2:35 | 愛知電視台   | 愛知縣   |      |
|                         |                    | KBS京都      | 京都府   |      |
| 2018年7月8日 - 12月30日 | 星期日 2:35 - 3:05 | 北海道電視台 | 北海道   |      |

#### BD
| 卷    | 發售日期       | 收錄話數        | 規格編號    |
| 第1期 | 第1期          | 第1期           | 第1期       |
| ----- | -------------- | --------------- | ----------- |
| 1     | 2018年11月16日 | 第1話 - 第13話  | FXXA-900001 |
| 2     | 2019年2月27日  | 第14話 - 第26話 | FXXA-900002 |

### 第3作 範馬刃牙（）
2021年9月30日起開播的Netflix原創動畫影集，動畫名稱改為《範馬刃牙》。
第1期劇情涵蓋漫畫第3部《範馬刃牙》的「全美最惡監獄篇」，2022年3月決定製作第2期，接續「原人皮可篇」、「地上最強的親子打架篇」的劇情。

#### 製作人員
- 原作 - 板垣恵介[21]
- 監督 - 平野俊貴[21]
- 系列構成 - 浦畑達彦[21]
- 人物設計 - 石川晋吾[21]
- 美術監督 - 𠮷原俊一郎[21]
- 美術設定 - 青木薫
- 色彩設計 - 宮脇裕美[21]
- 攝影監督 - 野口龍生[21]
- 編輯 - 佐野由里子[21]
- 音響監督 - 浦上靖之、浦上慶子[21]
- 音響效果 - 庄司雅弘（フィズサウンドクリエイション）
- 音響製作 - AUDIO PLANNING U
- 音樂 - 藤澤健至[21]
- 主要製作人 - 綿引圭
- 製作人 - 横井佑来、三浦陽児
- 動畫製作 - トムス・エンタテインメント[21]
- 製作 - 範馬刃牙製作委員会[21]

#### 主題曲
第1期
片頭曲
「Treasure Pleasure」
填詞：谷山紀章，作曲、編曲：飯塚昌明，主唱：GRANRODEO。
片尾曲
「Unchained World」
填詞：TAKANORI、ALLY，作曲、編曲：TomoLow、Daisuke Nakamura，主唱：GENERATIONS from EXILE TRIBE。
第2期「原人皮可篇」
片頭曲
「The Beast」
主唱：和樂器樂團。
片尾曲
「WILDER」
主唱：UPSTART。
第2期「地上最強的親子打架篇」
片頭曲
「Sarracenia」
主唱：SKY-HI。
片尾曲
「Salvia」
主唱：BE:FIRST。

#### 各話列表
| 話數   | 日文標題 | 中文標題         | 劇本         | 分鏡       | 演出           | 作畫監督                                    | 總作畫監督        |
| 第1期  | 第1期    | 第1期            | 第1期        | 第1期      | 第1期          | 第1期                                       | 第1期             |
| ------ | -------- | ---------------- | ------------ | ---------- | -------------- | ------------------------------------------- | ----------------- |
| 第1話  |          | 世上最強的高中生 | 浦畑達彦     | 齊藤啓也   | 齊藤啓也       | 藤﨑賢二                                    | 石川晋吾          |
| 第2話  |          | 混種武術         | 浦畑達彦     | 博多正寿   | 博多正寿       | -                                           | 高鉾誠            |
| 第3話  |          | 監獄與地獄       | 浦畑達彦     | 齊藤啓也   | 島村大輔       | 佐々木舞、YANG LEI YU JIAN、LI QING GE HUAN | 石川晋吾 藤﨑賢二 |
| 第4話  |          | 二先生           | 山田健一     | 田頭しのぶ | 小野田雄亮     | ふくだのりゆき                              | -                 |
| 第5話  |          | 恐怖的三胞胎     | 浦畑達彦     | 博多正寿   | 古賀一臣       | 三浦雅子                                    | 藤﨑賢二          |
| 第6話  |          | 海上漢子         | 山田健一     | 齊藤啓也   | 齊藤啓也       | 高鉾誠                                      | -                 |
| 第7話  |          | 雙雄對決         | 浦畑達彦     | 田頭しのぶ | まついひとゆき | 高橋成之                                    | 石川晋吾          |
| 第8話  |          | 吉爾貝托式       | イシノアツオ | 博多正寿   | 島村大輔       | 三浦雅子、次橋有紀                          | 藤﨑賢二          |
| 第9話  |          | 決戰時刻         | 山田健一     | 齊藤啓也   | 小野田雄亮     | 松川哲也                                    | ふくだのりゆき    |
| 第10話 |          | 你不能笑嗎？     | 浦畑達彦     | 博多正寿   | 齊藤啓也       | 松川哲也、三浦雅子                          | 藤﨑賢二          |
| 第11話 |          | 獄警的描述       | イシノアツオ | 齊藤啓也   | まついひとゆき | -                                           | 高鉾誠            |
| 第12話 |          | 超越筋肉         | 浦畑達彦     | 平野俊貴   | 齊藤啓也       | 石川晋吾                                    | -                 |
| 第2期  |          |                  |              |            |                |                                             |                   |
| 第1話  |          | 新說人類史       | -            | -          | -              | -                                           | -                 |
| 第2話  |          | 完全包圍         | -            | -          | -              | -                                           | -                 |
| 第3話  |          | 自然力vs武力     | -            | -          | -              | -                                           | -                 |
| 第4話  |          | 皮可的眼淚       | -            | -          | -              | -                                           | -                 |
| 第5話  |          | 只是想見你       | -            | -          | -              | -                                           | -                 |
| 第6話  |          | 超音速           | -            | -          | -              | -                                           | -                 |
| 第7話  |          | 激烈交鋒         | -            | -          | -              | -                                           | -                 |
| 第8話  |          | 瘋狂祈禱         | -            | -          | -              | -                                           | -                 |
| 第9話  |          | 互噬             | -            | -          | -              | -                                           | -                 |
| 第10話 |          | 貯食             | -            | -          | -              | -                                           | -                 |
| 第11話 |          | 強肉弱食         | -            | -          | -              | -                                           | -                 |
| 第12話 |          | 最終形態         | -            | -          | -              | -                                           | -                 |
| 第13話 |          | 格鬥的不成文規定 | -            | -          | -              | -                                           | -                 |
| 第14話 |          | 渴望被愛         | -            | -          | -              | -                                           | -                 |
| 第15話 |          | 開始的預感       | -            | -          | -              | -                                           | -                 |
| 第16話 |          | 新的境地         | -            | -          | -              | -                                           | -                 |
| 第17話 |          | 傳奇經紀人       | -            | -          | -              | -                                           | -                 |
| 第18話 |          | 扭轉局勢         | -            | -          | -              | -                                           | -                 |
| 第19話 |          | 拳擊之神         | -            | -          | -              | -                                           | -                 |
| 第20話 |          | 自成流派         | -            | -          | -              | -                                           | -                 |
| 第21話 |          | 父子的晚餐       | -            | -          | -              | -                                           | -                 |
| 第22話 |          | 史上最強親子之戰 | -            | -          | -              | -                                           | -                 |
| 第23話 |          | 都市傳說         | -            | -          | -              | -                                           | -                 |
| 第24話 |          | 淚水湧出         | -            | -          | -              | -                                           | -                 |
| 第25話 |          | 兒子、父親和⋯⋯   | -            | -          | -              | -                                           | -                 |
| 第26話 |          | 洋裝             | -            | -          | -              | -                                           | -                 |
| 第27話 |          | 老爸的味道       | -            | -          | -              | -                                           | -                 |

### 註解
1. ↑  即原文日文漫畫第1部的中文版。
2. ↑  即原文日文漫畫第2部的中文版。
3. ↑  暫譯，原文標題為「バキ特別編 SAGA［性］」，即漫畫第2部的中文版《刃牙II》的外傳，但此外傳暫時沒有中文版出版。
4. ↑  漫畫第3部。
5. ↑  漫畫第4部。
6. ↑  原文標題為「バキ道」，即漫畫第5部，但暫時沒有中文版出版，有鑑於第1部和第2部分別翻譯為「刃牙」和「刃牙II」，在本條目暫譯為「刃牙道II」。
7. ↑  暫譯，原文標題為，即漫畫第6部。
8. ↑  即原文漫畫第1部的動畫化。
9. ↑  實為原文漫畫第2部的動畫化，但中文翻譯並無遵照漫畫的中文版以「刃牙II」稱之，仍將直接翻譯為「刃牙」。
10. ↑  暫時沒有中文版出版，有鑑於第1部和第2部分別翻譯為「刃牙」和「刃牙II」，此部漫畫原文在本條目暫譯為「刃牙道II」。
11. ↑  動畫當時的幻燈片應標記為「believe」卻誤用成「belive」。

## 外部連結
- 刀牙25周年秋田書店（日語）
- TVアニメ「バキ」公式アカウント的X（前Twitter）